# Campionato mondiale di Formula 1 1978

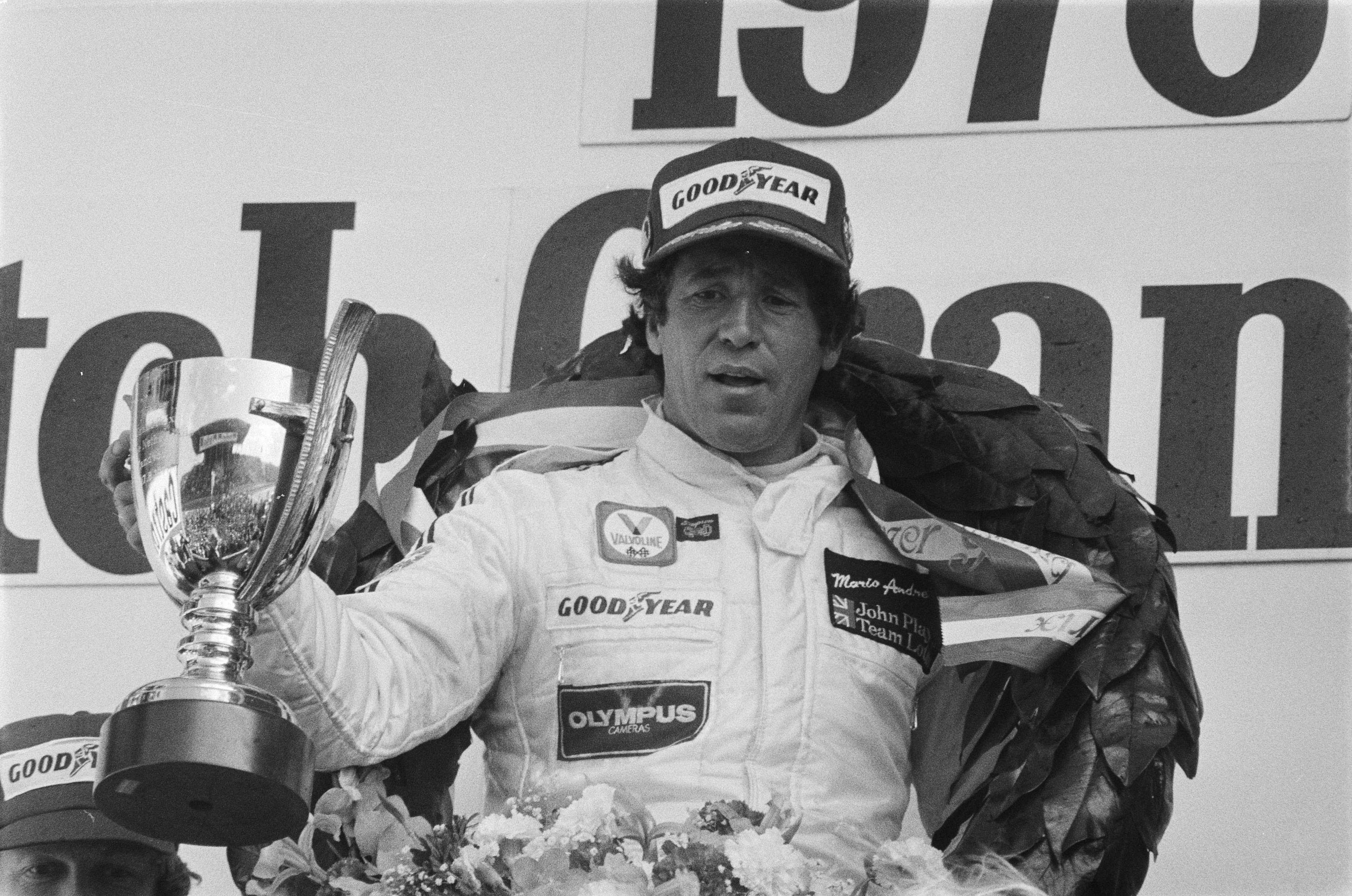
Mario Andretti vince il suo unico titolo piloti, secondo statunitense della storia dopo Phil Hill nel 1961.

Il campionato mondiale di Formula 1 1978 organizzato dalla FIA è stato, nella storia della categoria, il 29° ad assegnare il campionato piloti e il 21° ad assegnare il campionato costruttori. È iniziato il 15 gennaio e terminato l'8 ottobre, dopo 16 gare, una in meno rispetto alla stagione precedente. Il titolo dei piloti è andato per la prima volta a Mario Andretti e il titolo costruttori per la settima volta alla Lotus. Per la Lotus fu l'ultima volta che vinse sia titolo Piloti e costruttori e Andretti conquistò il suo primo e unico titolo mondiale in carriera.

## La pre-stagione

### Il calendario
Nell'agosto del 1977 venne resa nota una prima bozza di calendario per la stagione 1978. Il calendario era sostanzialmente identico a quello del 1977, con la gara del Giappone spostata al 16 aprile. L'unica incertezza, inizialmente riguardava la trasferta nordamericana a conclusione del campionato, con la possibilità che tale gara venisse disputata in Canada oppure negli Stati Uniti, pur essendo confermata la gara a Long Beach a marzo.
Successivamente saltò il Gran Premio del Giappone previsto per il 16 aprile, per cui il numero di gare si ridusse a 16. L'unico cambiamento nel calendario, rispetto al 1977, fu l'anticipazione delle gare della Spagna e del Belgio prima di quella di Monaco. Il Gran Premio del Canada venne anticipato a domenica 8 ottobre, dalla precedente data di lunedì 9 ottobre, inizialmente scelta in quanto in Canada si festeggiava il Giorno del Ringraziamento.
| Gara | Nome ufficiale del gran premio                    | Circuito                                   | Sede                       | Data         | Ora    | Ora   | Ora   | Diretta TV              |
| Gara | Nome ufficiale del gran premio                    | Circuito                                   | Sede                       | Data         | Locale | UTC   | ITA   | Diretta TV              |
| ---- | ------------------------------------------------- | ------------------------------------------ | -------------------------- | ------------ | ------ | ----- | ----- | ----------------------- |
| 1    | Gran Premio de la República Argentina             | Autódromo Municipal Ciudad de Buenos Aires | Buenos Aires               | 15 gennaio   | 15:00  | 18:00 | 19:00 | Rete 2                  |
| 2    | Grande Prêmio do Brasil                           | Circuito di Jacarepaguá                    | Rio de Janeiro             | 29 gennaio   | 12:00  | 15:00 | 16:00 | Rete 2                  |
| 3    | The Citizen and Asseng Grand Prix of South Africa | Circuito di Kyalami                        | Midrand                    | 4 marzo      | 14:15  | 12:15 | 13:15 | Rete 1                  |
| 4    | United States Grand Prix West                     | Circuito di Long Beach                     | Long Beach                 | 2 aprile     | 13:00  | 20:00 | 21:00 | Rete 1                  |
| 5    | Grand Prix Automobile de Monaco                   | Circuito di Monte Carlo                    | Monaco                     | 7 maggio     | 15:30  | 14:30 | 15:30 | Rete 2 / Telemontecarlo |
| 6    | Grote Prijs van België                            | Circuito Terlaemen di Zolder               | Heusden-Zolder             | 21 maggio    | 15:00  | 14:00 | 15:00 | Rete 2                  |
| 7    | Gran Premio de España                             | Circuito permanente del Jarama             | San Sebastián de los Reyes | 4 giugno     | 16:00  | 14:00 | 16:00 | Rete 2                  |
| 8    | Sveriges Grand Prix                               | Circuito di Anderstorp                     | Anderstorp                 | 17 giugno    | 15:15  | 13:15 | 15:15 | Rete 1                  |
| 9    | Grand Prix de France                              | Circuito Paul Ricard                       | Le Castellet               | 2 luglio     | 14:15  | 12:15 | 14:15 | Rete 2                  |
| 10   | John Player British Grand Prix                    | Circuito di Brands Hatch                   | West Kingsdown             | 16 luglio    | 15:00  | 13:00 | 15:00 | Rete 2                  |
| 11   | Großer Preis von Deutschland                      | Hockenheimring                             | Hockenheim                 | 30 luglio    | 14:00  | 12:00 | 14:00 | Rete 2                  |
| 12   | Großer Preis von Österreich                       | Österreichring                             | Spielberg bei Knittelfeld  | 13 agosto    | 14:00  | 12:00 | 14:00 | Rete 2                  |
| 13   | Grote Prijs van Nederland                         | Zandvoort Park                             | Zandvoort                  | 27 agosto    | 15:00  | 13:00 | 15:00 | Rete 2                  |
| 14   | Gran Premio d'Italia                              | Autodromo nazionale di Monza               | Monza                      | 10 settembre | 15:30  | 13:30 | 15:30 | Rete 2                  |
| 15   | Toyota Grand Prix of the United States            | Watkins Glen International                 | Watkins Glen               | 1 ottobre    | 14:35  | 19:35 | 19:35 | Non trasmesso           |
| 16   | Grand Prix du Canada                              | Circuit de l'île Notre-Dame                | Montréal                   | 8 ottobre    | 14:15  | 19:15 | 20:15 | Non trasmesso           |

### Accordi e fornitori
La Scuderia Ferrari abbandonò la Goodyear quale fornitrice degli pneumatici, per passare alla francese Michelin, che aveva esordito in F1 nel 1977, e che già riforniva la Renault. Il cambiamento interessò solo la massima formula e non la Formula 2, dove le vetture motorizzate dal Cavallino continuarono a essere rifornite dalla casa statunitense. La Ferrari era già cliente della Michelin per le vetture granturismo. Tutte le altre scuderie che presero parte al mondiale utilizzarono invece ancora pneumatici della Goodyear. Vennero prospettati anche i ritorni della Firestone con la Lotus, e quello della Pirelli con un'eventuale vettura Alfa Romeo. In entrambi i casi le situazioni non si verificarono. Vi furono delle polemiche nel corso della stagione per il trattamento che la Goodyear riservava alla scuderie meno competitive. La casa statunitense si giustificò affermando che il passaggio della Ferrari alla Michelin aveva elevato il livello tecnico delle coperture, tanto che la casa avrebbe voluto limitare la fornitura a soli tre o quattro team. Per evitare però che un gran numero di costruttori si trovassero senza pneumatici la Goodyear aveva proseguito comunque a fornire tutti, ma aveva deciso anche di concentrarsi maggiormente su dieci piloti (Mario Andretti, Patrick Depailler, Emerson Fittipaldi, James Hunt, Niki Lauda, Ronnie Peterson, Jody Scheckter e John Watson), fornendo loro tutte le mescole possibili. La casa si impegnava inoltre a fornire tutte le mescole ai due piloti, che in ciascun gran premio, avessero fatto segnare i tempi migliori nella prima giornata di prove. Dal Gran Premio di Francia la Goodyear modificò la sua politica di allocazione delle gomme e decise di fornire a tutti i piloti le mescole migliori.
A livello motoristico non vi furono novità: tutte le scuderie rimasero con gli stessi propulsori della stagione precedente, così come tutte le neoentranti optarono per il Ford Cosworth DFV. Durante il fine settimana del Gran Premio di Gran Bretagna 1977 la Wolf aveva annunciato la volontà di costruire un motore in proprio, vista la non fiducia nei motori forniti dalla Cosworth. Il motore sarebbe stato turbo, come quello introdotto dalla Renault. Questa iniziativa non ebbe però seguito. Arturo Merzario affermò di sperare, per la sua vettura, di ottenere un propulsore dall'Alfa Romeo, che già riforniva la Brabham. Non ottenne però nessuna fornitura dalla casa milanese.
La Brabham abbandonò lo storico sponsor Martini (col quale collaborava dal 1975) e passò alla Parmalat, che s'impegnò a sostenere il team, che modificò il nome in Parmalat Racing, per le stagioni 1978 e 1979. La Williams ottenne invece la sponsorizzazione della Saudia, la compagnia aerea di bandiera dell'Arabia Saudita, mentre l'ATS quello della Sony. Nel GP degli Usa Est e nel Gp del Canada la McLaren ebbe come sponsor principale, in luogo della Marlboro, la Löwenbräu, azienda tedesca produttrice di birra.

## Scuderie e piloti

### Scuderie
Molte scuderie private si trasformarono in costruttori diretti, al fine di far parte della Formula One Constructors Association e poter quindi partecipare almeno alle qualificazioni di ogni gran premio. Fu il caso della Theodore Racing (si avvalse della collaborazione della Ralt), che l'anno prima utilizzò un'Ensign, del Team Merzario (che impiegava nel 1977 una March), e della tedesca ATS, che rilevò il materiale della uscente March, dopo aver fatto correre nel 1977 una Penske. Anche la Frank Williams tornò a costruire in proprio il telaio, dopo che la Frank Williams Racing Cars era stata ceduta a Walter Wolf nel 1976. Héctor Rebaque, invece, fondò una sua scuderia, che impiegò una Lotus 78. La Liggett Group/B&S Fabrications continuò a far correre nella stagione delle McLaren private.
Con la Merzario l'Italia schierava un secondo costruttore, dopo la Scuderia Ferrari, per la prima volta dai tempi della Iso-Williams nel 1974, mentre la Theodore fu l'unico costruttore di Hong Kong nella storia della F1. La Germania con l'ATS tornava ad avere un proprio costruttore dal 1972, ai tempi dell'Eifelland.
Oltre alla March, non partecipò più, in via definitiva, la BRM e mancò all'appello, rispetto alle stagioni 1976 e 1977, anche la nipponica Kojima, anche se venne annunciato un accordo affinché i suoi telai potessero essere utilizzati dalla Kauhsen, scuderia tedesca. La partecipazione, che avrebbe dovuto iniziare dal GP del Belgio, poi non si concretizzò per una diatriba fra la scuderia tedesca e lo sponsor Toshiba.
La Scuderia Ferrari indicò come nuovo direttore sportivo Marco Piccinini, aiutato da Tommaso Domaini.
Dal Gran Premio di Brasile prese parte al mondiale l'Arrows. La scuderia era nata nel novembre del 1977, da una scissione del gruppo dirigente della Shadow. Il nome della scuderia era formato dalla iniziali dei cognomi dei suoi fondatori: Franco Ambrosio, Alan Rees, Jackie Oliver, Dave Wass e Tony Southgate. La sede del team venne posta a Milton Keynes. Ambrosio, nel corso del campionato 1977, aveva espresso la volontà trasformare la Shadow in una scuderia italiana con sede a Torino, e la stessa Arrows era stata inizialmente presentata come Ambrosio Racing Team.
Agli inizi di marzo la Shadow accusò l'Arrows di spionaggio industriale e, in pratica, di aver copiato la Shadow DN9 per la creazione dell'Arrows FA1. Secondo il patron della Shadow, Don Nichols, il progettista dell'Arrows, Tony Southgate, proveniente anch'egli dalla Shadow, avrebbe portato con sé non solo dei disegni della vettura in corso di progettazione, ma anche del materiale tecnico.
Il 31 luglio l'Alta Corte di Giustizia di Londra dette ragione alla Shadow nella causa per spionaggio industriale che coinvolgeva l'Arrows. Per il giudice, l'Arrows, per non perdere i privilegi derivanti dal fare parte della Formula One Constructors Association presentò nel Gran Premio del Brasile 1978 una monoposto basata su 179 piani dei 422 totali necessari per progettare una vettura di F1. In base alla sentenza l'Arrows dovette distruggere tutte quelle parti considerate copiate e la Shadow ottenne la possibilità di ispezionare la successiva vettura che l'Arrows avesse intenzione di far partecipare al campionato. La Shadow chiese inoltre un risarcimento per la violazione del copyright di 60 milioni di dollari e altri 420 milioni per i danni subiti. La Shadow chiese anche che le venissero assegnati tutti i punti mondiali ottenuti dall'Arrows con la vettura incriminata.
Nel Gran Premio del Sudafrica esordì la Martini, costruttore francese che aveva una grossa esperienza nelle serie minori: nel 1975 e 1977 suoi telai avevano vinto la Formula 2 europea. Sempre in Sudafrica si rivide un'altra casa francese, la Renault. La Martini saltò il GP di Long Beach e quello di Monaco per meglio preparare la vettura. A Long Beach si rivide l'Interscope Racing, già presente nelle gare nordamericane del 1977, con una Shadow DN9. Nel 1977 aveva utilizzato una Penske. La Martini saltò poi i gran premi di Spagna e Svezia, e abbandonò definitivamente il mondiale prima del Gran Premio di Monza. Anche l'Interscope Racing, che aveva fatto un saltuario ritorno nel mondiale nel Gran Premio d'Olanda, abbandonò il campionato.
Dal Gran Premio del Jarama la Hesketh abbandonò definitivamente il mondiale, dopo 52 gran premi iridati, una vittoria titolata (il Gran Premio d'Olanda 1975 con James Hunt) e una in una gara fuori campionato, un giro veloce, sette podi e il quarto posto nella Coppa Costruttori nel 1975.
Prima del GP di Svezia la Theodore Racing abbandonò, almeno temporaneamente il mondiale, vista la scarsa competitività della propria monoposto. Si prospettò l'ipotesi che la scuderia di Hong Kong potesse proseguire il suo impegno acquistando un'Arrows, oppure ripiegando sull'utilizzo di una McLaren M23. Nel Gran Premio di Gran Bretagna si videro per l'unica volta nella stagione del mondiale la Melchester Racing, che utilizzava una McLaren M23, e la Mario Deliotti Racing, con una Ensign N175. La gara venne saltata dalla Martini.
Dal Gran Premio di Germania la Theodore Racing rientrò nel campionato utilizzando la Wolf WR3. Per la prima volta due vetture della casa canadese affrontavano una stessa gara di campionato. In quel Gran premio fece il suo esordio la Sachs Racing, che utilizzava un'Ensign. La Theodore Racing poi non prese parte alla trasferta nordamericana della F1, così come la BS Fabrication e la Sachs.

### Piloti

Divina Galica, qui a Buenos Aires, tentò di qualificarsi senza fortuna con la Hesketh, nei primi due gran premi stagionali.

Come annunciato già nell'estate dell'anno precedente, Niki Lauda abbandonò la Scuderia Ferrari per approdare alla Brabham motorizzata Alfa Romeo, dove fece coppia con Watson. A Lauda venne attribuito il numero 1, anche se parte della CSI contestò l'attribuzione, affermando che tale numero spettasse alla scuderia che aveva vinto il campionato, anche se il suo pilota avesse cambiato squadra.
Al Cavallino venne confermata la coppia di piloti della parte finale della stagione 1977: Carlos Reutemann e Gilles Villeneuve. La conferma del pilota canadese venne messa in dubbio dopo l'incidente al Gran premio del Giappone: veniva prospettata l'ipotesi di un suo impiego saltuario, alternato a quello di altri piloti come Eddie Cheever o Elio De Angelis.
Alla Lotus, a far coppia con Mario Andretti, Ronnie Peterson (proveniente dalla Tyrrell) sostituì il connazionale Gunnar Nilsson. Un pilota francese esordiente, Didier Pironi, prese il posto di Peterson. Pironi era giunto terzo nel Campionato europeo di Formula 2 1977 con la Martini. Eddie Cheever, che era giunto secondo, venne ingaggiato invece dalla Theodore.

Enzo Ferrari confermò Carlos Reutemann e Gilles Villeneuve per il 1978, dopo che erano stati impiegati nella parte finale del 1977.

Vi fu un cambio anche alla McLaren: Jochen Mass venne sostituito da Patrick Tambay, che nel 1977 aveva corso per la Theodore Racing. Mass passò all'ATS, con Jean-Pierre Jarier, spesso utilizzato dalla scuderia tedesca l'anno precedente, anche se aveva corso il Gp del Fuji con la Ligier. Inizialmente era stato avvicinato alla scuderia anche Bruno Giacomelli.
La Surtees assunse Rupert Keegan, impegnato con la Hesketh nel 1977, per far coppia con Brambilla. Clay Regazzoni abbandonò l'Ensign per la Shadow, dove trovò Hans-Joachim Stuck, proveniente dalla Brabham. L'Ensign iscrisse due vetture: una per Danny Ongais (per lui due gran premi con l'Interscope Racing nel '77) e Lamberto Leoni, non qualificato nel Gp di Monza 1977 con la Surtees. L'Hesketh invece portò in Argentina la sola Divina Galica. Anche la Williams iscrisse il solo Alan Jones. Arturo Merzario, Emerson Fittipaldi (del quale si prospettò il ritiro a fine stagione) ed Héctor Rebaque parteciparono con le vetture dei propri team omonimi. Brett Lunger invece venne ingaggiato dalla Liggett Group/B&S Fabrications, che disponeva di una McLaren privata.
Dal Gran Premio del Brasile l'Arrows schierò Riccardo Patrese, impiegato l'anno prima dalla Shadow. Inizialmente a Patrese era stato affiancato Gunnar Nilsson.
In Sudafrica, l'Arrows, oltre Patrese, iscrisse anche Rolf Stommelen, che mancava dal Gran Premio d'Italia 1976, corso con la Brabham. Stommelen, di fatto, sostituì Gunnar Nilsson, gravemente malato. La Theodore iscrisse un esordiente, il finlandese Keke Rosberg, al posto di Eddie Cheever che sostituì invece Divina Galica alla Hesketh. Rosberg aveva chiuso al sesto posto il Campionato europeo di Formula 2 1977.
La Martini affidò la sua vettura all'esordiente René Arnoux, pilota che con un telaio della casa francese aveva vinto la Formula 2 nel 1977. L'altra scuderia francese che fece l'esordio, anche se solo stagionale, la Renault, portò Jean-Pierre Jabouille, come l'anno precedente. L'Ensign confermò, rispetto ai due gran premi sudamericani, il solo Lamberto Leoni. Venne messa in dubbio la prosecuzione del rapporto tra la Surtees e Vittorio Brambilla, ma il pilota monzese alla fine partecipò al gran premio.
A Long Beach l'irlandese Derek Daly sostituì Eddie Cheever all'Hesketh, dopo aver già preso parte anche al BRDC International Trophy, gara non valida per il mondiale, disputata a marzo. Daly era all'esordio nel mondiale ed era il primo pilota del suo Paese dai tempi di Joe Kelly, che aveva disputato due gran premi di Gran Bretagna tra il 1950 e il 1951. L'Interscope Racing ingaggiò Danny Ongais, già impegnato nei primi due gran premi stagionali dall'Ensign.
Nel GP di Montecarlo tornò, dopo un anno di assenza, il belga Jacky Ickx che sostituì Lamberto Leoni alla Ensign. Leoni era impegnato in una gara della F2 giapponese. La rientrante Martini confermò René Arnoux.
A Zolder, alla ATS, Arturo Colombo sostituì Jean-Pierre Jarier (che preferì concentrarsi sulla Formula 2). Il pilota italiano all'esordio era stato il vincitore della campionato italiano di F3 1974 e ottavo nel Campionato europeo di Formula 2 1977. Si rivide anche un altro pilota italiano, Bruno Giacomelli, nuovamente sulla terza McLaren, dopo l'esperienza al Gran Premio d'Italia 1977. Non partecipò alla gara invece Patrick Tambay, sempre della McLaren: il francese si era infortunato in una gara di F2.
Gli organizzatori volevano inserire, per le qualifiche, altri due piloti belgi (oltre a Ickx), che però non avevano effettuato le prequalifiche: Bernard de Dryver (con la seconda Ensign) e Patrick Nève, che però poi non parteciparono alle prove. Nève si era iscritto addirittura come pilota privato, l'ultimo nella storia del mondiale.
In Spagna Emilio de Villota, pilota locale, si iscrisse con una McLaren privata del team Centro Aseguredor F1. Fu la sua sola presenza stagionale. La McLaren tornava a schierare Patrick Tambay, che rientrava dopo il gran premio del Belgio saltato per infortunio. Non venne ripresentato Giacomelli, impegnato in Formula 2.
Ad Anderstorp Keke Rosberg, lasciato senza macchina dall'abbandono della Theodore Racing, trovò comunque un volante all'ATS, ove sostituì Alberto Colombo. In Francia l'irlandese Derek Daly, già presente ad inizio stagione con la Hesketh, prese il posto di Jacky Ickx all'Ensign. La McLaren iscrisse nuovamente una terza vettura per Bruno Giacomelli.
Nella gara di casa vi fu l'esordio per il britannico Geoff Lees, che venne iscritto sulla Ensign della Mario Deliotti Racing, mentre la Melchester Racing presentò una McLaren M23 per Tony Trimmer. Trimmer mancava, nel mondiale di F1, dall'edizione 1977 del gran premio britannico, in cui non si era prequalificato con una Surtees, sempre gestita dalla Melchester Racing.
A Hockenheim fece il suo esordio in F1, con la Ensign, Nelson Piquet. Il brasiliano, che sostituì Derek Daly, aveva vinto la Formula 3 inglese nel 1978, nella serie denominata BP F3. La Sachs Racing schierò Harald Ertl. L'austriaco mancava dal Gran Premio di Gran Bretagna 1977, corso con una Hesketh. Si ripresentò nuovamente la Martini, sempre con René Arnoux come unico pilota, mentre la McLaren presentò solo due vetture ufficiali. Il finlandese Keke Rosberg tornò alla Theodore Racing; al suo posto, all'ATS, vi fu il ritorno per Jean-Pierre Jarier, che aveva corso per il team tedesco fino al GP di Monaco.
Nel gran premio successivo, in Austria, il pilota di casa Hans Binder, impiegato per l'ultima volta nel mondiale nel Gran Premio del Giappone 1977 dalla Surtees, sostituì Jean-Pierre Jarier all'ATS mentre l'irlandese Derek Daly ritrovò il volante alla Ensign, al posto di Piquet. Il brasiliano però venne ingaggiato dalla B&S Fabrications, per correre su una McLaren privata, assieme a Brett Lunger.
Nel Gran Premio d'Olanda il pilota locale Michael Bleekemolen trovò un volante all'ATS, al posto di Hans Binder. Bleekemolen aveva tentato, senza successo, di qualificarsi con una March della RAM Racing/F&S Properties nell'edizione 1977 del gran premio. Si rivide anche Danny Ongais, sempre con una Shadow dell'Interscope Racing, dopo aver saltato tutti i gran premi europei. La McLaren affidò nuovamente la sua terza vettura ufficiale a Bruno Giacomelli.
A Monza l'esordiente Gimax, al secolo Carlo Franchi, trovò un volante alla Surtees, ove prese il posto di Rupert Keegan, infortunatosi nel precedente Gran Premio d'Olanda. L'altro pilota italiano, Alberto Colombo, già non qualificato nei gran premi di Belgio e Spagna con l'ATS, venne impiegato sulla Merzario, che per la prima, e unica, volta schierò due vetture. Venne prospettata l'ipotesi che l'Alfa Romeo potesse presentare per questo gran premio una sua vettura (affidata a Vittorio Brambilla, che l'aveva già testata a lungo), oltre che continuare a fornire i propulsori alla Brabham.Jochen Mass, infortunatosi a una gamba in dei test privati a Silverstone la settimana precedente il gran premio, venne sostituito all'ATS dall'austriaco Harald Ertl, che aveva già affrontato, senza successo, le prequalifiche con una Ensign. Inizialmente era stato prospettato l'esordio per l'italiano Piercarlo Ghinzani.
Al Glen gli organizzatori rifiutarono l'iscrizione alla gara di Patrese, in seguito alle polemiche scoppiate sulla sua condotta di gara nel tragico GP d'Italia. La commissione di sicurezza della Formula 1 (composta da Lauda, Hunt, Andretti, Fittipaldi e Scheckter) aveva inviato un fax agli organizzatori per chiedere di non ammettere Patrese al via. Prima della gara vi fu una riunione, chiesta dall'Arrows, scuderia di Patrese, a cui partecipò il pilota padovano, assieme agli organizzatori del gran premio e ai piloti della commissione sicurezza. La commissione confermò l'esclusione per il gran premio. Patrese minacciò di adire a vie legali qualora non fosse stato reintegrato fra gli iscritti.
Dopo la decisione giudiziaria la Commissione Sportiva Internazionale intimò agli organizzatori di ammettere alla gara Patrese, pena la perdita di valenza, per il gran premio, di gara valida per il campionato mondiale. I piloti della commissione sicurezza minacciarono di nuovo il boicottaggio in caso di presenza del padovano. Intervenne il capo della FOCA, Bernie Ecclestone, che minacciò l'Arrows di non accettare l'iscrizione alla sua organizzazione (che distribuiva gli introiti dei diritti televisivi e degli ingaggi fra le scuderie) per il 1979 se avesse deciso di far correre Patrese. La scuderia britannica ritirò così, per protesta, l'iscrizione al gran premio di entrambi i piloti, anche se poi Rolf Stommelen, compagno di scuderia di Patrese, prese parte alle qualifiche e alla gara regolarmente.
Alla Surtees venne ingaggiato l'esordiente Beppe Gabbiani (impegnato nella stagione in Formula 2) per sostituire l'infortunato Vittorio Brambilla. L'altra vettura, a Monza guidata da Gimax, fu invece affidata a René Arnoux, che aveva corso parte della stagione con la Martini, ed era rimasto libero dopo il ritiro della scuderia francese. Alla Lotus, per sostituire Ronnie Peterson, venne ingaggiato Jean-Pierre Jarier. Il transalpino, che nella stagione era già stato iscritto a sei gran premi dall'ATS, corre però col numero 55 al posto del 6 dello svedese.
I piloti della BS Fabrications trovarono altri ingaggi: Lo statunitense Brett Lunger passò alla Ensign per sostituire Harald Ertl mentre Nelson Piquet fu iscritto dalla Brabham sulla terza vettura ufficiale, anche se poi non prese parte nemmeno alle qualifiche. La McLaren, invece, con confermò la terza vettura vista a Monza. Il finlandese Keke Rosberg, utilizzato fino a quel momento dalla Theodore Racing, affiancò Michael Bleekemolen alla ATS, per sostituire il titolare Jochen Mass, ancora non pronto per le gare.
La gara registrò l'esordio per Bobby Rahal, con la Wolf che per la prima volta schierò due monoposto ufficiali. Rahal nella stagione era stato impiegato nella F3 dalla scuderia canadese, al volante di una vettura costruita assieme alla Dallara.
In Canada, ultimo appuntamento stagionale, Riccardo Patrese tornò in pista dopo la gara di squalifica comminatagli dai suoi colleghi, anche dopo aver mostrato alcune foto che lo scagionarono dall'essere il principale colpevole della morte di Ronnie Peterson a Monza. Non venne confermato Brett Lunger all'Ensign, mentre Nelson Piquet venne schierato sulla terza Brabham ufficiale.

### Tabella riassuntiva
I seguenti piloti e costruttori presero parte al campionato del mondo di Formula 1 nella stagione 1978.
| Team                                      | Costruttore        | Telai               | Motore                | Gomme | No | Piloti                |
| ----------------------------------------- | ------------------ | ------------------- | --------------------- | ----- | -- | --------------------- |
| Parmalat Racing Team                      | Brabham-Alfa Romeo | BT45C BT46A BT46B   | Alfa Romeo 115-12     | G     | 1  | Niki Lauda            |
| Parmalat Racing Team                      | Brabham-Alfa Romeo | BT45C BT46A BT46B   | Alfa Romeo 115-12     | G     | 2  | John Watson           |
| Parmalat Racing Team                      | Brabham-Alfa Romeo | BT45C BT46A BT46B   | Alfa Romeo 115-12     | G     | 66 | Nelson Piquet         |
| Elf Team Tyrrell                          | Tyrrell-Ford       | 008                 | Ford Cosworth DFV     | G     | 3  | Didier Pironi         |
| Elf Team Tyrrell                          | Tyrrell-Ford       | 008                 | Ford Cosworth DFV     | G     | 4  | Patrick Depailler     |
| John Player Team Lotus                    | Lotus-Ford         | 78 79               | Ford Cosworth DFV     | G     | 5  | Mario Andretti        |
| John Player Team Lotus                    | Lotus-Ford         | 78 79               | Ford Cosworth DFV     | G     | 6  | Ronnie Peterson       |
| John Player Team Lotus                    | Lotus-Ford         | 78 79               | Ford Cosworth DFV     | G     | 55 | Jean-Pierre Jarier    |
| Marlboro Team McLaren                     | McLaren-Ford       | M26                 | Ford Cosworth DFV     | G     | 7  | James Hunt            |
| Marlboro Team McLaren                     | McLaren-Ford       | M26                 | Ford Cosworth DFV     | G     | 8  | Patrick Tambay        |
| Marlboro Team McLaren                     | McLaren-Ford       | M26                 | Ford Cosworth DFV     | G     | 33 | Bruno Giacomelli      |
| ATS Racing Team F&S Properties ATS Racing | ATS-Ford           | HS1 D1              | Ford Cosworth DFV     | G     | 9  | Jochen Mass           |
| ATS Racing Team F&S Properties ATS Racing | ATS-Ford           | HS1 D1              | Ford Cosworth DFV     | G     | 9  | Michael Bleekemolen   |
| ATS Racing Team F&S Properties ATS Racing | ATS-Ford           | HS1 D1              | Ford Cosworth DFV     | G     | 10 | Jean-Pierre Jarier    |
| ATS Racing Team F&S Properties ATS Racing | ATS-Ford           | HS1 D1              | Ford Cosworth DFV     | G     | 10 | Alberto Colombo       |
| ATS Racing Team F&S Properties ATS Racing | ATS-Ford           | HS1 D1              | Ford Cosworth DFV     | G     | 10 | Keke Rosberg          |
| ATS Racing Team F&S Properties ATS Racing | ATS-Ford           | HS1 D1              | Ford Cosworth DFV     | G     | 10 | Hans Binder           |
| ATS Racing Team F&S Properties ATS Racing | ATS-Ford           | HS1 D1              | Ford Cosworth DFV     | G     | 10 | Michael Bleekemolen   |
| ATS Racing Team F&S Properties ATS Racing | ATS-Ford           | HS1 D1              | Ford Cosworth DFV     | G     | 10 | Harald Ertl           |
| Scuderia Ferrari SpA SEFAC                | Ferrari            | 312 T2 312 T3       | Ferrari 015           | M     | 11 | Carlos Reutemann      |
| Scuderia Ferrari SpA SEFAC                | Ferrari            | 312 T2 312 T3       | Ferrari 015           | M     | 12 | Gilles Villeneuve     |
| Fittipaldi Automotive                     | Fittipaldi-Ford    | F5A                 | Ford Cosworth DFV     | G     | 14 | Emerson Fittipaldi    |
| Équipe Renault Elf                        | Renault            | RS01                | Renault-Gordini EF1   | M     | 15 | Jean-Pierre Jabouille |
| Shadow Racing Team                        | Shadow-Ford        | DN8 DN9             | Ford Cosworth DFV     | G     | 16 | Hans-Joachim Stuck    |
| Shadow Racing Team                        | Shadow-Ford        | DN8 DN9             | Ford Cosworth DFV     | G     | 17 | Clay Regazzoni        |
| Durex Team Surtees Beta Team Surtees      | Surtees-Ford       | TS19 TS20           | Ford Cosworth DFV     | G     | 18 | Rupert Keegan         |
| Durex Team Surtees Beta Team Surtees      | Surtees-Ford       | TS19 TS20           | Ford Cosworth DFV     | G     | 18 | Carlo Franchi (Gimax) |
| Durex Team Surtees Beta Team Surtees      | Surtees-Ford       | TS19 TS20           | Ford Cosworth DFV     | G     | 18 | René Arnoux           |
| Durex Team Surtees Beta Team Surtees      | Surtees-Ford       | TS19 TS20           | Ford Cosworth DFV     | G     | 19 | Vittorio Brambilla    |
| Durex Team Surtees Beta Team Surtees      | Surtees-Ford       | TS19 TS20           | Ford Cosworth DFV     | G     | 19 | Beppe Gabbiani        |
| Walter Wolf Racing                        | Wolf-Ford          | WR1 WR3 WR4 WR5 WR6 | Ford Cosworth DFV     | G     | 20 | Jody Scheckter        |
| Walter Wolf Racing                        | Wolf-Ford          | WR1 WR3 WR4 WR5 WR6 | Ford Cosworth DFV     | G     | 21 | Bobby Rahal           |
| Team Tissot Ensign                        | Ensign-Ford        | MN177               | Ford Cosworth DFV     | G     | 22 | Danny Ongais          |
| Team Tissot Ensign                        | Ensign-Ford        | MN177               | Ford Cosworth DFV     | G     | 22 | Lamberto Leoni        |
| Team Tissot Ensign                        | Ensign-Ford        | MN177               | Ford Cosworth DFV     | G     | 22 | Jacky Ickx            |
| Team Tissot Ensign                        | Ensign-Ford        | MN177               | Ford Cosworth DFV     | G     | 22 | Derek Daly            |
| Team Tissot Ensign                        | Ensign-Ford        | MN177               | Ford Cosworth DFV     | G     | 22 | Nelson Piquet         |
| Team Tissot Ensign                        | Ensign-Ford        | MN177               | Ford Cosworth DFV     | G     | 23 | Lamberto Leoni        |
| Team Tissot Ensign                        | Ensign-Ford        | MN177               | Ford Cosworth DFV     | G     | 23 | Bernard de Dryver     |
| Team Tissot Ensign                        | Ensign-Ford        | MN177               | Ford Cosworth DFV     | G     | 23 | Brett Lunger          |
| Mario Deliotti Racing                     | Ensign-Ford        | MN177               | Ford Cosworth DFV     | G     | 23 | Geoff Lees            |
| Sachs Racing                              | Ensign-Ford        | MN177               | Ford Cosworth DFV     | G     | 23 | Harald Ertl           |
| Olympus Cameras/Hesketh Racing            | Hesketh-Ford       | P308E               | Ford Cosworth DFV     | G     | 24 | Divina Galica         |
| Olympus Cameras/Hesketh Racing            | Hesketh-Ford       | P308E               | Ford Cosworth DFV     | G     | 24 | Eddie Cheever         |
| Olympus Cameras/Hesketh Racing            | Hesketh-Ford       | P308E               | Ford Cosworth DFV     | G     | 24 | Derek Daly            |
| Team Rebaque                              | Lotus-Ford         | 78                  | Ford Cosworth DFV     | G     | 25 | Héctor Rebaque        |
| Ligier Gitanes                            | Ligier-Matra       | JS7 JS9             | Matra MS76 Matra MS79 | G     | 26 | Jacques Laffite       |
| Williams Gran Prix Engineering            | Williams-Ford      | FW06                | Ford Cosworth DFV     | G     | 27 | Alan Jones            |
| Centro Asegurador F1                      | McLaren-Ford       | M23                 | Ford Cosworth DFV     | G     | 28 | Emilio de Villota     |
| Patrick Nève                              | March-Ford         | 781S                | Ford Cosworth DFV     | G     | 29 | Patrick Nève          |
| Ligget Group/B&S Fabrication              | McLaren-Ford       | M23 M26             | Ford Cosworth DFV     | G     | 29 | Nelson Piquet         |
| Ligget Group/B&S Fabrication              | McLaren-Ford       | M23 M26             | Ford Cosworth DFV     | G     | 30 | Brett Lunger          |
| Automobiles Martini                       | Martini-Ford       | MK23                | Ford Cosworth DFV     | G     | 31 | René Arnoux           |
| Theodore Racing                           | Theodore-Ford      | TR1                 | Ford Cosworth DFV     | G     | 32 | Eddie Cheever         |
| Theodore Racing                           | Wolf-Ford          | WR3 WR4             | Ford Cosworth DFV     | G     | 32 | Keke Rosberg          |
| Arrows Racing Team                        | Arrows-Ford        | FA1 A1              | Ford Cosworth DFV     | G     | 35 | Riccardo Patrese      |
| Arrows Racing Team                        | Arrows-Ford        | FA1 A1              | Ford Cosworth DFV     | G     | 36 | Rolf Stommelen        |
| Team Merzario                             | Merzario-Ford      | A1                  | Ford Cosworth DFV     | G     | 37 | Arturo Merzario       |
| Team Merzario                             | Merzario-Ford      | A1                  | Ford Cosworth DFV     | G     | 38 | Alberto Colombo       |
| Interscope Racing                         | Shadow-Ford        | DN9                 | Ford Cosworth DFV     | G     | 39 | Danny Ongais          |
| Melchester Racing                         | McLaren-Ford       | M23                 | Ford Cosworth DFV     | G     | 40 | Tony Trimmer          |

## Circuiti e gare
La Formula 1, dopo due stagioni, abbandonò il Circuito del Fuji: nessuna gara venne disputata in Asia. Dopo l'incidente dell'edizione 1977 la Japan Automobile Federation decise di abbandonare l'organizzazione dell'evento. La Tokyo Broadcasting System chiese allora di poter riportare la gara a ottobre, ma senza successo. Il Gran Premio del Giappone rientrò nel calendario iridato nel 1987, a Suzuka, mentre il circuito del Fuji tornò a ospitare una gara di F1 solo nel 2007.
La tenuta del Gran Premio di Long Beach veniva messa in dubbio dalle perdite che gli organizzatori avevano subito nelle prime due edizioni. Successivamente però la firma di contratto con la CBS per la trasmissione del gran premio consentì di trovare nuove risorse. Il circuito venne comunque modificato: la partenza del gran premio venne spostata dall'Ocean Boulevard all'inizio della Shoreline Drive.
Anche il Gran Premio del Sudafrica fu messo in dubbio: solo il 24 gennaio venne sciolta la riserva sulla sua tenuta, grazie all'arrivo di nuovi sponsor.

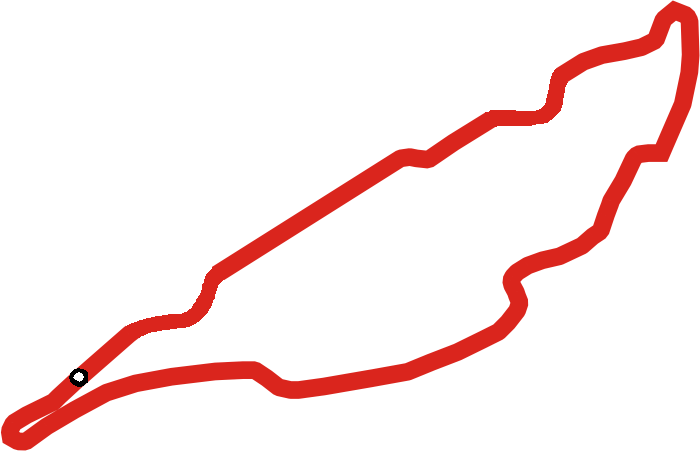
La versione del circuito di Montréal utilizzata nel 1978.

Vi fu l'esordio nel mondiale per due nuovi circuiti. Il Gran Premio del Brasile lasciò Interlagos per il nuovo Circuito di Jacarepaguá, costruito nei pressi di Rio de Janeiro. Il Gran Premio del Canada abbandonò Mosport Park, criticato per gli standard di sicurezza dai piloti, e approdò a Montréal, su un circuito stradale non permanente, ricavato all'interno dell'isola artificiale di Notre-Dame, costruita sul San Lorenzo.
La scelta ricadde su questo impianto costato circa due miliardi di dollari, dopo aver esaminato otto zone differenti di Montreal. La pista, che in origine doveva essere simile a un ovale, venne poi modificata aggiungendo delle chicane per abbassare la velocità media. Il disegno attirò le critiche di parecchi piloti, tra cui Clay Regazzoni, che la definì un tracciato adatto per i kart. Al suo contrario Gilles Villeneuve lodò il tracciato. Qualcuno propose di dedicare il tracciato al pilota canadese, che però rifiutò l'omaggio. Il tracciato gli sarà dedicato solo dopo il decesso, avvenuto nel 1982.
Il Gran Premio di Gran Bretagna, nella solita alternanza fra circuiti, si disputò sul Circuito di Brands Hatch. Questa gara vinse per la seconda volta consecutiva il Race Promoters' Trophy , come gran premio meglio organizzato nella stagione. Vi fu alternanza anche per il Gran Premio di Francia che ritornò a corrersi al Paul Ricard.
Sul tracciato di Anderstorp, sede del Gran Premio di Svezia, venne modificata la curva Norra con l'inserimento di una chicane. Venne migliorata la sicurezza generale del circuito con l'apposizione di nuove barriere. In tal modo il tracciato ottenne l'omologazione per ospitare la Formula 1 fino al 1981. In realtà l'edizione 1978 fu l'ultima per il gran premio.
Il titolo onorifico di Gran Premio d'Europa non venne attribuito a nessuno dei gran premi disputati nel continente. Il gran premio tornerà, ma in forma autonoma, e non onorifica, solo nel 1983.

## Modifiche al regolamento

### Regolamento tecnico
Nel Gran Premio di Svezia la Brabham presentò la BT46B su cui era stato applicata, al retrotreno, una gigantesca ventola. Ufficialmente essa servirebbe solo a raffreddare il motore Alfa Romeo, in realtà agiva estraendo l'aria dal fondo della vettura per creare quella depressione necessaria a "schiacciare" la vettura verso il suolo, riprendendo l'idea lanciata dalla statunitense Chaparral, qualche stagione prima. La soluzione venne contestata dalle altre scuderie, in quanto tale dispositivo sarebbe un elemento aerodinamico mobile, vietato dal regolamento. La vettura vinse il gran premio con Niki Lauda.
Il 23 giugno, in una riunione a Parigi, la CSI decise di vietare, almeno fino al 1º agosto, l'uso della ventola sul retro delle vetture di Formula 1, dopo le polemiche sorte sulla Brabham BT46B che aveva vinto il gran premio grazie a tale appendice. La ventola, oltre che fungere da apparato aerodinamico mobile, risultava pericolosa in quanto i detriti che vi entrano vengono poi lanciati fuori a grande velocità, rappresentando un grave pericolo per gli altri piloti. La scelta di rinviare a una decisione definitiva successiva venne presa per consentire ai tecnici di avere maggior tempo per studiare la questione. La FOCA aveva invece chiesto di poter continuare a sperimentare il dispositivo. La CSI decise di non mutare l'ordine di arrivo del gran premio anche se confermò che le altre scuderie avrebbe potuto fare ricorso.

### Regolamento sportivo
La CSI stabilì un numero minimo e uno massimo di piloti ammessi a partecipare alle singole gare. Il numero minimo (20) era previsto per il Gran Premio di Monaco, mentre quello massimo (26) era garantito per il Gran Premio del Sudafrica, il Gran Premio di Francia, il Gran Premio di Gran Bretagna, il Gran Premio d'Austria, il Gran Premio d'Olanda e quello degli USA Est.
La CSI stabilì inoltre che solo altri quattro piloti in più, rispetto a quelli ammessi alla gara, potessero prendere parte alle qualifiche. Non erano però stabiliti criteri precisi nella scelta dei piloti da ammettere alle prove, e si lasciava il compito agli organizzatori dei singoli gran premi. La FOCA aveva chiesto che tutti i piloti delle sue scuderie (presenti ciascuna con, al massimo, due vetture) fossero sempre ammessi a ciascun Gran Premio. La regola invece consentiva ancora la partecipazione di piloti "privati".

## Riassunto della stagione

### Gran Premio d'Argentina
Mario Andretti partì bene al via e si mise davanti a Carlos Reutemann, Ronnie Peterson, e le due Brabham di Niki Lauda e John Watson.
Andretti impresse un ritmo molto alto alla gara, riuscendo subito a scavare un certo margine sugli inseguitori. Dalle retrovie recuperò Watson, che prima passò Lauda e Peterson, al giro 5, poi anche Carlos Reutemann, al giro 7. Un giro dopo Lauda passò Peterson. Anche Depailler era autore di una bella gara in rimonta, tanto che passò anche Peterson al dodicesimo giro.

Jean-Pierre Jarier impegnato con l'ATS.Per la scuderia tedesca il gp fu l'esordio come costruttore.

Il pilota argentino della Scuderia Ferrari scontava dei problemi agli pneumatici, tanto che venne passato sia da Niki Lauda che da Patrick Depailler, al giro 14. Tre giri dopo venne passato anche da Hunt e Peterson.
La gara del pilota di casa fu definitivamente rovinata al ventiseiesimo giro, quando ebbe un contatto con Jacques Laffite, dopo che il pilota della Ligier lo aveva appena passato. Carlos Reutemann fu costretto così a una sosta ai box, ove gli furono cambiati gli pneumatici: da quella sosta l'argentino riuscì a migliorare il suo ritmo, anche se ormai era rimasto lontano dalla zona dei punti. Davanti intanto John Watson subiva dei problemi al suo propulsore. Venne passato da Niki Lauda e da Patrick Depailler, prima di ritirarsi al quarantaduesimo giro.
Nelle posizioni di rincalzo si mise in luce Reutemann che in pochi giri passò dal quindicesimo al settimo posto, passando anche il suo compagno di scuderia Gilles Villeneuve, anche lui con problemi alle gomme.
Vinse Mario Andretti, per la settima volta nel mondiale, davanti a Niki Lauda e Patrick Depailler. Quarto fu Hunt autore di una gara regolare, quinto Peterson (penalizzato anche lui da problemi tecnici sulla sua Lotus) e sesto Patrick Tambay con l'altra McLaren. Gilles Villeneuve fece segnare il miglior giro in gara, per la prima volta nel mondiale. La gara si chiuse dopo soli 52 giri, e non i 53 previsti, per un errore dello sbandieratore, Juan Manuel Fangio, che abbassò la bandiera a scacchi con un giro d'anticipo.

### Gran Premio del Brasile
Carlos Reutemann fu il più veloce al via e conquistò subito la vetta della corsa, seguito da Ronnie Peterson, James Hunt, Mario Andretti, Emerson Fittipaldi, Patrick Tambay e Gilles Villeneuve. Reutemann impresse subito un ritmo troppo veloce per gli avversari e riuscì a scavare un buon margine di vantaggio.
Andretti fu protagonista di una bella rimonta che lo portò prima (5º giro) a passare il suo compagno di scuderia Peterson, poi anche Hunt, all'ottavo giro, ponendosi così al secondo posto. Dopo otto tornate, dietro a Reutemann, la classifica vedeva perciò Mario Andretti, James Hunt, Ronnie Peterson, Emerson Fittipaldi, Gilles Villeneuve e Hans-Joachim Stuck. La gara di Hunt venne però penalizzata da una gomma deteriorata, tanto che il pilota della McLaren fu costretto a una sosta ai box, che lo fece scendere in diciottesima posizione.
Al giro 12 Fittipaldi passò Peterson, entrando sul podio virtuale della gara. Anche Gilles Villeneuve si avvicinò allo svedese ma i due collisero al quindicesimo giro. Questo consentì a Niki Lauda e Patrick Tambay di rientrare nella zona punti.
Al venticinquesimo giro Lauda passò Stuck che, poco dopo, fu costretto al ritiro per un guasto all'alimentazione. Ora la gara, sempre guidata da Reutemann, vedeva secondo Andretti, terzo Fittipaldi, poi Lauda, Patrick Tambay, Clay Regazzoni, Didier Pironi e Jacques Laffite. Tambay fu poi costretto all'abbandono, per testacoda, al giro 34.
Per molti giri le posizioni di vertice rimasero immutate, fino agli ultimi giri, quando Mario Andretti subì un problema al cambio. Il pilota italoamericano fu prima passato da Emerson Fittipaldi, poi da Niki Lauda.
Carlos Reutemann vinse per la sesta volta nel mondiale. Questo fu anche il primo gran premio vinto per una vettura gommata Michelin. Il secondo posto della Copersucar di Emerson Fittipaldi fu il miglior risultato per la scuderia brasiliana nel mondiale di F1, oltre che il suo primo podio.

### Gran Premio del Sudafrica
Il gran premio fu il trecentesimo valido per il campionato mondiale di Formula 1. Mario Andretti e Jody Scheckter scattarono meglio del poleman Niki Lauda che si ritrovò così terzo, seguito da James Hunt, Jean-Pierre Jabouille e Riccardo Patrese, scattato dalla settima piazza.
Patrese passò Jabouille già al quarto giro e scalò di un'ulteriore posizione quando, due giri dopo, James Hunt si ritirò col motore rotto. Dalle retrovie stava rinvenendo Patrick Depailler che passò John Watson e Jean-Pierre Jabouille, mentre Patrese riusciva ad accodarsi alla coppia Scheckter-Lauda. Al giro 19 il padovano dell'Arrows prese una posizione anche a Lauda e entrò sul podio virtuale della gara.
Mario Andretti condusse la gara fino a quando gli pneumatici non si surriscaldarono: fu poi passato da Scheckter e Patrese. Patrese conquistò la vetta della gara al ventisettesimo giro, con un sorpasso alla prima staccata. Continuava anche la rincorsa di Depailler: passò Andretti al giro 24 e Lauda al giro 26. La classifica vedeva perciò in testa Riccardo Patrese, seguito da Jody Scheckter, Patrick Depailler, Niki Lauda, Mario Andretti, John Watson e Jean-Pierre Jabouille. Due giri dopo il francese della Tyrrell sorpassò anche il pilota locale Scheckter, e si pose al secondo posto.
Al giro 52 si ritirò Lauda e l'altro pilota della Brabham, Watson, rovinò la sua gara con un testacoda, che gli costò una posizione. Ora dietro a Patrese e Depailler, c'era Mario Andretti, seguito da Ronnie Peterson. La gara di Riccardo Patrese terminò a 15 giri dal termine, per un guasto al propulsore. Prese il comando Patrick Depailler, seguito da Andretti, Peterson, Watson, Jones e Laffite. Mario Andretti era però penalizzato dalla poca benzina rimastagli, così venne passato da Ronnie Peterson.
All'inizio dell'ultimo giro Patrick Depailler godeva ancora di buon vantaggio su Peterson. Anche la Tyrrell del francese era rimasta senza benzina. Peterson raggiunse e superò Depailler. Per lo svedese fu la nona vittoria nel mondiale, la prima dal Gran Premio d'Italia 1976. Dietro fu comunque secondo Depailler e terzo Watson.

### Gran Premio degli Stati Uniti-Ovest
Le sessioni di prove del venerdì furono caratterizzate da un grande caos dovuto all'incapacità dei cronometristi dell'organizzazione di stilare la classifica, tanto che per la determinazione della griglia si dovette ricorrere a tempi misurati dai vari team. Gli organizzatori proposero di fare la media dei tempi raccolti dai vari team poi di affidarsi a quelli raccolti dalla Ligier. Infine decisero di affidare la questione alla FOCA.
La gara vide il comando di Gilles Villeneuve, che prese la testa subito al via, sfruttando la lotta tra Watson e Carlos Reutemann. Al decimo giro Watson, mentre era secondo, fu costretto all'abbandono per l'esplosione dell'estintore sulla sua monoposto. Mario Andretti, al giro 19, scese in quarta posizione, a causa di una scelta sbagliata degli pneumatici Goodyear, e venne passato da Alan Jones. La gara continuò a registrare dei ritiri nella parte alta della classifica. Al ventisettesimo giro fu il turno di Niki Lauda, mentre era secondo, che si fermò per un guasto alla centralina elettronica, che aveva fatto venire meno la pressione della benzina.
Al giro 39, poco prima di metà gara, Villeneuve si avvicinò al doppiaggio di Clay Regazzoni. Il canadese cercò di passare subito prima di una chicane: vi fu un'incomprensione, tanto che l'anteriore destra della Ferrari colpì la posteriore sinistra della Shadow; la vettura di Villeneuve venne lanciata contro il muretto, sfiorando il casco di Regazzoni.
Carlos Reutemann si trovò così primo, davanti a Jones, Andretti, Depailler, Scheckter e Tambay. Al giro 47 la rincorsa dell'australiano venne limitata da un problema all'alettone anteriore della sua vettura che si stava staccando. Successivamente la sua monoposto riscontrò anche un problema alla pressione del carburante. Jones perse negli ultimi giri diverse posizioni.
Carlos Reutemann conquistò la sua vittoria numero sette (la settantesima per la Scuderia Ferrari), precedendo Mario Andretti e Patrick Depailler. Grazie a Patrese, sesto, l'Arrows conquistò il suo primo punto iridato.

### Gran Premio di Monaco
Una leggera pioggia colpì il tracciato poco prima della partenza, ma senza provocare particolari problemi alle vetture. Alla curva di  Sainte Devote, Carlos Reutemann, autore di una brutta partenza, venne tamponato da Niki Lauda; nell'impatto la vettura dell'austriaco fece forare la posteriore sinistra del ferrarista. Si trovò così al comando John Watson, seguito da Patrick Depailler, Niki Lauda, Mario Andretti, Jody Scheckter e Alan Jones.
La classifica nelle prime posizioni rimase invariata per diversi giri, Watson allungava sul duo Depailler-Lauda, coi due piloti molto vicini. Al tredicesimo giro Alan Jones, penalizzato da un problema della sua monoposto, venne passato da Ronnie Peterson e Gilles Villeneuve; poi, al giro ventinove, Jones si ritirò per un problema fisico
Al trentottesimo giro 38 il battistrada John Watson, per un problema ai freni, andò lungo alla chicane del porto e venne così passato sia da Patrick Depailler, che dal compagno di scuderia Lauda. Ora dietro ai primi tre, la classifica vedeva sempre Mario Andretti, Jody Scheckter, Ronnie Peterson e Gilles Villeneuve.
Nel corso del quarantaseiesimo giro Lauda forò la posteriore destra e fu costretto ai box, così come Andretti, che però fu costretto a una sosta più lunga, perché la benzina stava invadendo l'abitacolo. Niki Lauda rientrò sesto, mentre Andretti solo tredicesimo. Scheckter, Peterson e Gilles Villeneuve scalarono così di due posizioni. Al giro 56 anche Ronnie Peterson dette addio alle posizioni di testa e si ritirò per un guasto al cambio.
Lauda recuperò in pochi giri il distacco da Villeneuve, tanto da passarlo al giro 63. Poco dopo il canadese subì una foratura e andò a sbattere contro le barriere sotto il tunnel, a oltre 200 km/h, ritirandosi. Due giri dopo John Watson, mentre era secondo, fu autore di un lungo, che permise a Jody Scheckter di prendergli la posizione. Poco dopo Watson, sempre menomato da un cambio malfunzionante, venne passato anche da Niki Lauda. Ora, al giro 66, la gara era comandata da Depailler, davanti a Scheckter, Lauda, Watson, Pironi, Patrese e Tambay.
A tre tornate dal termine Lauda passò anche Scheckter, anche lui con un problema al cambio. La rimonta dell'austriaco però non si completò e così Patrick Depailler poté vincere il suo primo gran premio di F1 iridato, il ventunesimo per la Tyrrell.

### Gran Premio del Belgio

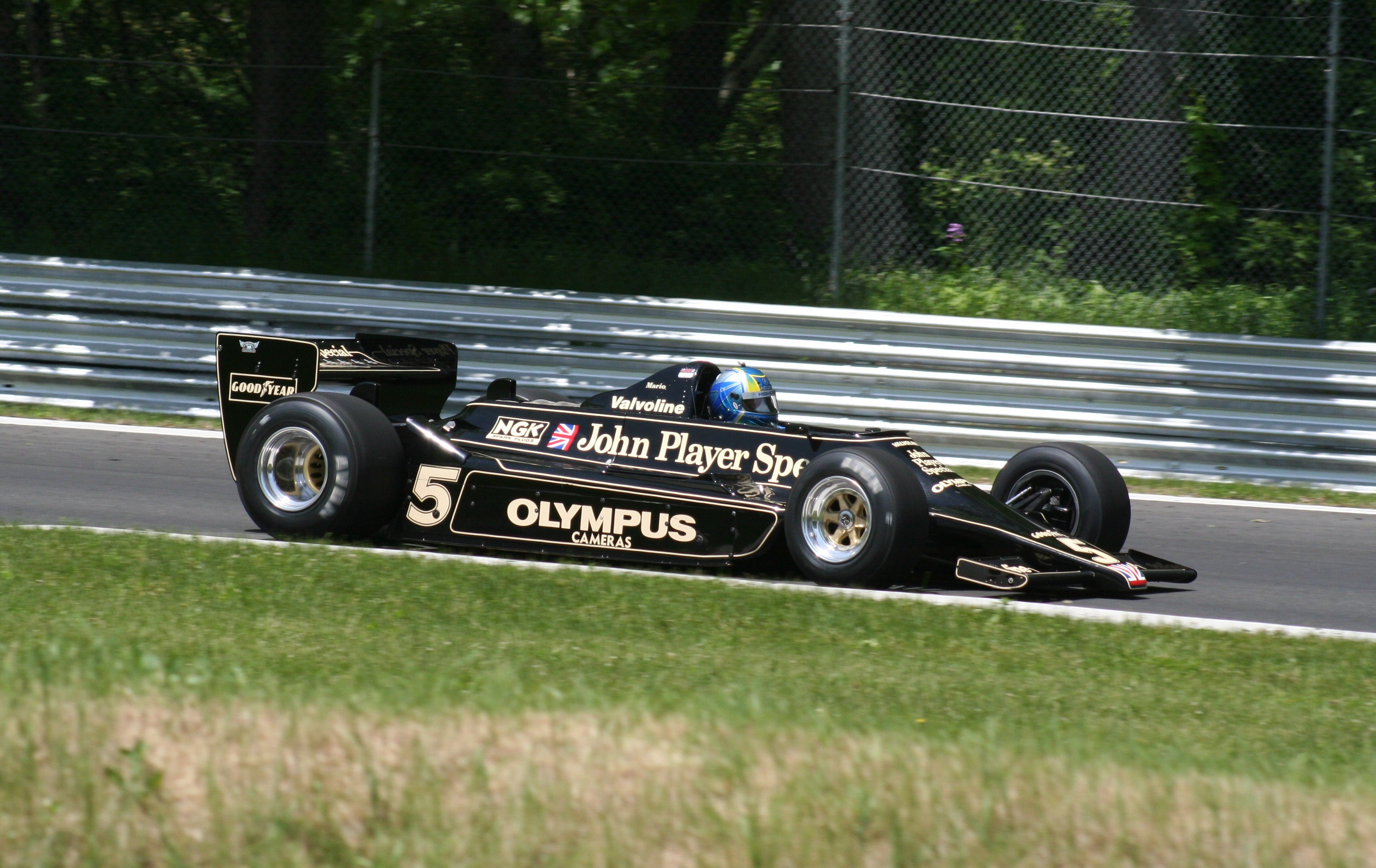
Una Lotus 79 nel corso di un'esibizione del 2009. Fu la prima a sfruttare pienamente l'effetto suolo.

La gara vide l'esordio per la Lotus 79, la prima vettura che sfruttava pienamente l'effetto suolo. Al via vi furono diversi incidenti, provocati da una partenza lenta di Carlos Reutemann. Niki Lauda tamponò Jody Scheckter, finendo così contro le barriere mentre Riccardo Patrese, nel tentativo di passare James Hunt, toccò la vettura del britannico. La McLaren attraversò la pista e andò a sbattere contro il guard-rail. Fittipaldi, Hunt e Lauda furono costretti al ritiro immediato.
Mario Andretti si trovò così a condurre la gara, seguito da Gilles Villeneuve, Scheckter, Ronnie Peterson, Patrese, John Watson e Jean-Pierre Jabouille. Reutemann, attardato, recuperò nei primi sei giri la sesta piazza passando Jean-Pierre Jabouille e Watson.
Dei problemi tecnici costrinsero ai box Scheckter per diversi minuti, ciò fece scalare di una posizione tutti i corridori. Al giro 11 anche Watson fu costretto a una sosta non programmata, per sostituire gli pneumatici. La classifica vedeva sempre primo Andretti, che comandava su Villenueve, Peterson, Patrese, Reutemann e Mass. Al giro 13 Vittorio Brambilla scalzò Mass dal sesto posto.
Al giro 25 Depailler passò Vittorio Brambilla, che venne sorpassato, il giro seguente, anche da Jacques Laffite. Il rallentamento della Surtees creò un piccolo gruppo di vetture che, al giro 27, passò il monzese. Al trentunesimo giro Riccardo Patrese fu costretto al ritiro per un problema alle sospensioni. Due giri dopo Laffite conquistò la quinta piazza, passando Patrick Depailler, mentre sul francese della Tyrrell si avvicinava anche Clay Regazzoni. Il sorpasso avvenne al giro 38.
Alla quarantesima tornata Gilles Villeneuve, in quel momento secondo, fu costretto a rientrare ai box con una gomma anteriore dechappata e l'ala anteriore rotta. Dopo la sosta il canadese ripartì sesto. Poco dopo Regazzoni abbandonò per un problema al differenziale. La classifica vedeva sempre al comando Andretti, seguito da Ronnie Peterson, Carlos Reutemann, Jacques Laffite, Patrick Depailler e Gilles Villeneuve.
Quattro giri dopo Villeneuve superò Depailler, che poco dopo, al giro 51, si ritirò per un guaio al cambio. Al cinquantatreesimo Ronnie Peterson fu costretto a una sosta per sostituire una gomma forata. Peterson, a forza di giri veloci, passò prima Laffite poi Reutemann tornando così secondo al sessantasettesimo giro. All'ultimo giro Jacques Laffite tentò di saltare Reutemann alla chicane più lontana, però le due vetture si toccarono: la Ligier dovette ritirarsi.
Vinse così, al debutto, la Lotus 79 di Mario Andretti davanti a Peterson (che disponeva ancora del modello 78) e a Carlos Reutemann.

### Gran Premio di Spagna
James Hunt conquistò subito il comando della gara, precedendo Mario Andretti, Carlos Reutemann, John Watson, Gilles Villeneuve e Riccardo Patrese.
Hunt conservò la testa fino al sesto giro, quando venne passato da Andretti. Nelle retrovie iniziò anche il recupero di Peterson che passò Scheckter al giro 8. Villeneuve venne passato da Patrese al giro 14, prima di essere passato anche da Jacques Laffite e Ronnie Peterson. Le due vetture di Maranello vengono così richiamate ai box, con Reutemann precede di pochi secondi, al cambio gomme il canadese, al giro 28.
Nel frattempo, al giro 22, Patrese era stato costretto al ritiro per la rottura del motore della sua Arrows. Ora la gara vedeva sempre primo Andretti, seguito da James Hunt, John Watson, Jacques Laffite, Ronnie Peterson e Niki Lauda.
Anche Watson scontava delle noie sulla sua vettura: aveva perduto l'utilizzo della quarta marcia. Il nordirlandese perse così diverse posizioni. Al 38º giro Peterson passava anche Laffite, ponendosi terzo, mentre Watson si stabiliva attorno alla sesta posizione della graduatoria.
Anxche James Hunt andò in crisi con le gomme, tanto che venne passato al giro 52 da Peterson e, nei giri seguenti, anche da Laffite e Niki Lauda. Un solo giro dopo l'austriaco fu costretto al ritiro dalla rottura del motore. La polvere portata in pista dall'uscita di Lauda provocò un incidente cui fu vittima Carlos Reutemann. Negli ultimi giri Hunt perse ancora delle posizioni, a vantaggio di Scheckter e Watson, pur chiudendo sesto.
La Lotus conquistò così una doppietta con Mario Andretti e Ronnie Peterson, la seconda consecutiva.

### Gran Premio di Svezia

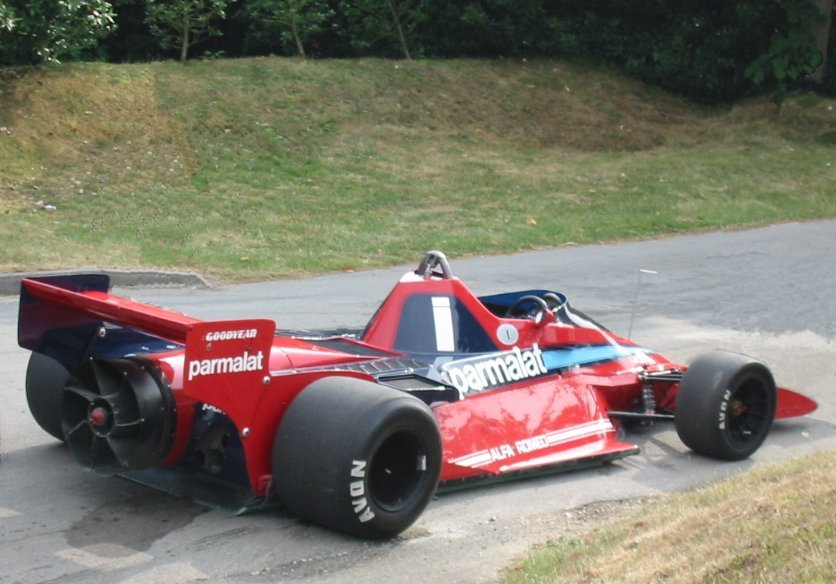
La contestata Brabham BT46B. Vinse il gran premio ma venne successivamente vietata.

La Brabham presentò il modello BT46B dotato di una gigantesca ventola al retrotreno, ufficialmente ideata per raffreddare il motore, secondo gli avversari fungeva da appendice aerodinamica mobile.
Il poleman Mario Andretti mantenne la prima posizione, mentre Niki Lauda superò il compagno di scuderia Watson; al giro due Watson venne passato anche da Riccardo Patrese e, al giro seguente, dall'altra Lotus di Ronnie Peterson.
Al decimo giro Peterson passò anche Riccardo Patrese, ma poco dopo fu costretto a fermarsi per una foratura; rientrò sedicesimo. Dieci giri dopo anche John Watson andò lungo nel tentativo di passare Patrese sul rettilineo principale del tracciato. Poco dopo il nordirlandese si ritirò per un guaio all'acceleratore. Dietro ad Andretti, Lauda e Patrese scalò così Reutemann. Dalle retrovie si fece avanti Ronnie Peterson che passò le tre vetture a gomme Michelin e, al giro 35 si trovò quarto, dietro a Jones.
Alla tornata 39 Mario Andretti scivolò sull'olio perso in curva da Didier Pironi, consentendo così a Niki Lauda il sorpasso. Al 45º giro Peterson scavalcò anche Jones. Al giro 47 terminò la gara per Mario Andretti a causa della rottura del motore. Nello stesso giro abbandonò, per lo stesso problema anche Alan Jones. Entrarono così in zona punti Jacques Laffite (quarto), Patrick Tambay (quinto) e Clay Regazzoni (sesto). Negli ultimi giri Laffite perse però tre posizioni.
Vinse Lauda, secondo Riccardo Patrese (primo podio per lui e per l'Arrows) che si difese, negli ultimi giri, da Peterson.
Il gran premio rappresentò la prima vittoria per Niki Lauda da quando era partito via dalla Ferrari, e la prima vittoria per una vettura motorizzata Alfa Romeo dal 1951 (Juan Manuel Fangio nel Gran Premio di Spagna 1951).
In realtà il risultato fu sub judice per alcuni giorni, visti i tanti reclami fatti dalle scuderie avversarie

### Gran Premio di Francia
John Watson scattò bene ma, già nel primo giro, Mario Andretti passò e condurre davanti al nordirlandese. Patrick Tambay prese il terzo posto bruciando Niki Lauda, che precedeva a sua volta Ronnie Peterson e James Hunt.
Patrick Tambay venne passato da Lauda dopo tre giri e poi da Peterson (al giro 5). Watson commise un errore, uscendo di pista, e perdendo così due posizioni, a vantaggio di Lauda e Peterson. L'austriaco della Brabham fu costretto però due soli giri dopo ad abbandonare la gara col motore rotto.
Watson passò Tambay nello stesso giro, mentre sei giri dopo, fu James Hunt a conquistare una posizione a Watson. Tambay scontava un problema con gli pneumatici. La gara vedeva così in testa Mario Andretti, seguito da Ronnie Peterson, James Hunt, John Watson, Alan Jones e Jody Scheckter. La classifica dei piloti a punti non si modificò fino al termine della gara.
Le Ferrari furono negativamente influenzate dagli pneumatici. Gilles Villeneuve fu costretto a due soste, mentre Carlos Reutemann addirittura cinque volte fu richiamato ai box.
Mario Andretti colse così la vittoria numero dieci nel mondiale, mentre per la Lotus fu la terza doppietta della stagione. James Hunt colse invece il ventitreesimo, e ultimo, podio della sua carriera in F1. Hunt terminò la gara quasi senza benzina.

### Gran Premio di Gran Bretagna

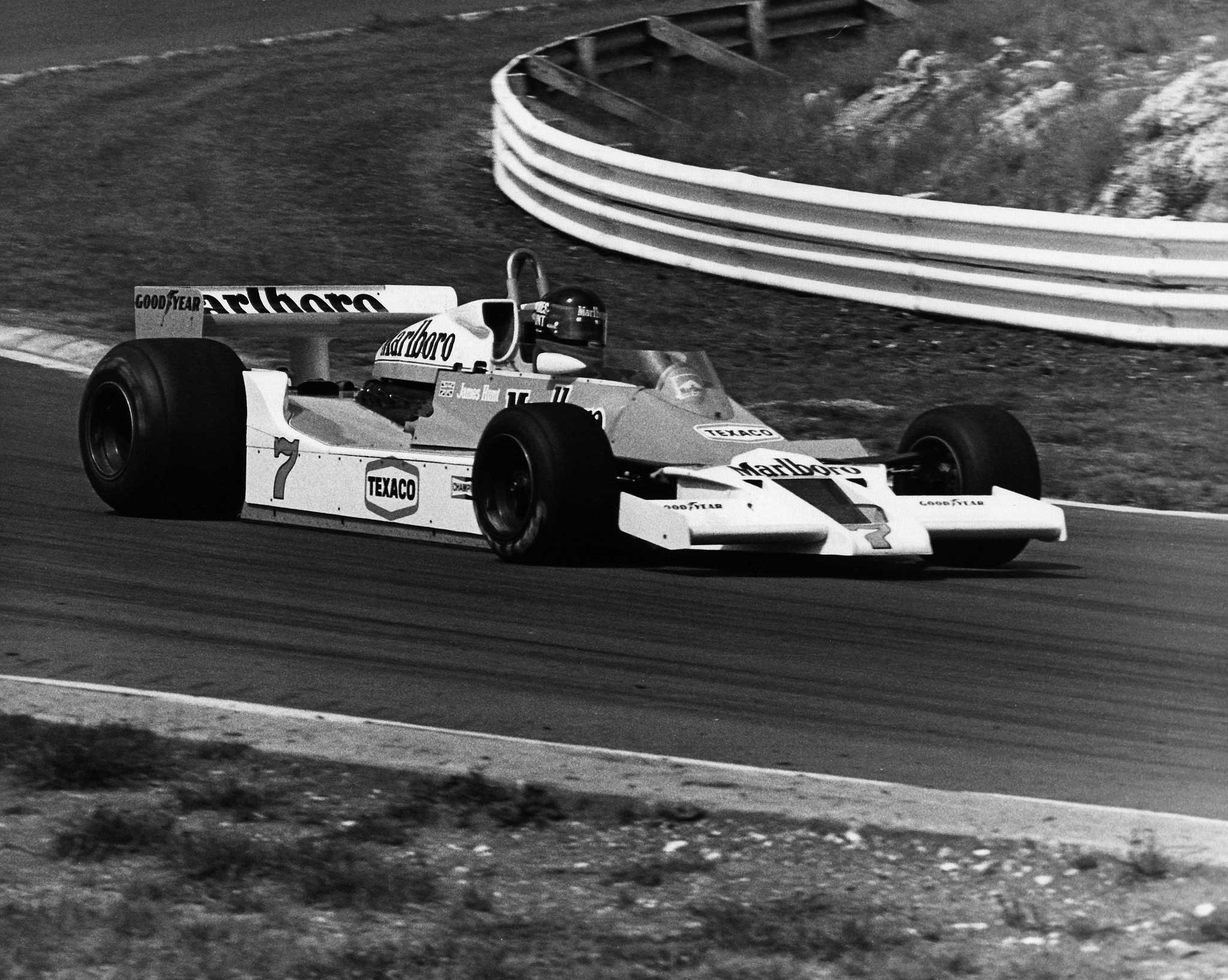
James Hunt impegnato nel GP di Gran Bretagna.

Al via fu Mario Andretti a scattare meglio di tutti, mettendo in fila Ronnie Peterson, Jody Scheckter, Alan Jones (partito sesto), Lauda e Riccardo Patrese (partito quinto).
Le Lotus sembravano poter condurre agevolmente la gara, staccando di quasi un secondo a giro il terzo, Scheckter. Al sesto giro, però, si ritirò Peterson, per noie al sistema di alimentazione e al giro 24 Mario Andretti fu costretto a una sosta ai box per sostituire la gomma posteriore destra.
Jody Scheckter si trovò al comando davanti a Jones, Lauda, Patrese, Carlos Reutemann, Watson. L'australiano della Williams, Jones, si ritirò al giro ventisei per un guasto alla frizione. Senza le vetture oro-nere la gara risultava molto combattuta: tra il primo, Scheckter, ed il sesto, Patrick Depailler, vi erano solo 2 secondi di gap. Al 34º giro Niki Lauda passò a condurre, sfruttando un problema al cambio per Scheckter, che fu costretto al ritiro poco dopo.
La gara ad eliminazione proseguì quando al 40º giro Patrese dovette rientrare ai box per una foratura e una sospensione rotta, ritirandosi. Ora era Reutemann secondo che precedeva Watson, Keke Rosberg poi Depailler, Jochen Mass con l'altra ATS.
Anche Mass dovette però, poco dopo, fermarsi ai box. Al giro 49 Depailler superò Rosberg, che poco dopo si ritirò per la rottura di una sospensione.
Al sessantunesimo passaggio, Carlos Reutemann sfruttò il doppiaggio di Bruno Giacomelli da parte di Niki Lauda, alla curva Clearways, e passò a condurre fino al termine. Nel dopo gara Lauda accusò Giacomelli di averlo ostacolato.

### Gran Premio di Germania
Mario Andretti scattò bene però, alla prima chicane, commise un errore che consentì a Ronnie Peterson di prendere il comando della gara. Dietro alle due vetture Lotus si posero Niki Lauda, Alan Jones, John Watson e James Hunt.
Al quinto passaggio Andretti si riprese la testa della corsa. Nei giri seguenti il protagonista in negativo fu Watson, che perse molte posizioni per un guasto al cambio. Dopo 10 tornate, a seguire i due della Lotus, vi erano Jones, Lauda, Hunt, Jacques Laffite e Gilles Villeneuve.
Dalle retrovie stava intanto rinvenendo Jody Scheckter, penalizzato nelle prime tornate da un problema all'alimentazione; il sudafricano si trovava penultimo al primo giro, ma con una serie di sorpassi, già al giro 11, era in nona posizione. Anche l'altra Brabham, quella di Niki Lauda, scontò dei problemi tecnici, dovuti alla pompa dell'olio, e fu così costretto a ritirarsi. Tre giri dopo Scheckter passò anche Villeneuve e si trovò in zona punti, dietro a Laffite.
Al ventesimo giro Hunt venne squalificato dai commissari per aver imboccato un raccordo interno alla pista. Mario Andretti precedeva sempre Peterson, Alan Jones, Scheckter, Laffite, Didier Pironi, Emerson Fittipaldi e Gilles Villeneuve. Il canadese dovette cambiare gli pneumatici, e sprofondò lontano dalla zona dei punti, all'undicesimo posto.
Poco dopo il trentesimo giro Jones fu costretto al ritiro per un guaio all'alimentazione mentre, sette giri dopo, Ronnie Peterson abbandonò il secondo posto con il cambio fuori uso. Jody Scheckter scalò così al secondo posto, seguito da Laffite e Fittipaldi, che passò Pironi al giro 38.
Si riportò in zona punti Gilles Villeneuve che però, a causa di un problema all'alimentazione, fu passato dall'austriaco Harald Ertl, che ruppe subito dopo il motore, ritirandosi, poi da Héctor Rebaque e John Watson. Rebaque conquistò il suo primo punto mondiale. Era dal 1971 che un pilota messicano non andava a punti (Pedro Rodríguez secondo nel Gp d'Olanda). Rebaque correva con una Lotus 78 privata: fu questo l'ultimo punto iridato conquistato da una vettura non ufficiale.

### Gran Premio d'Austria
La pioggia si presentò circa mezz'ora prima della partenza ma, non essendo insistente, non portò le scuderie a montare gomme da bagnato. Alla partenza Ronnie Peterson scattò davanti a tutti, seguito da Carlos Reutemann e Mario Andretti. Alla terza curva, la Sebring (nota anche come Dr. Tiroch), Mario Andretti tentò subito un sorpasso all'esterno di Reutemann, ma i due si toccarono e la Lotus 79 dell'italoamericano andò a sbattere contro il guardrail, ritirandosi. Peterson poté così mantenere la testa della corsa senza problemi. Dietro allo svedese vi erano Jody Scheckter, Patrick Depailler, Reutemann (che non aveva riportato danni), James Hunt e Jacques Laffite. Depailler passò Scheckter nel secondo giro.
La pista però presentava dei tratti scivolosi. Nel corso del quarto giro Scheckter uscì dal tracciato e colpì proprio contro la Lotus che Andretti aveva lasciato a bordo pista. Al settimo giro la direzione di corsa decise di sospendere la gara per fare sì che le vetture potessero tornare ai box per montare gomme da bagnato.
Dopo un'attesa di circa 50 minuti, la gara riprese con le vetture schierate secondo la classifica al momento della sospensione: primo Peterson davanti a Depailler, John Watson, Laffite, Pironi, Lauda, Hunt e Clay Regazzoni. La classifica finale sarebbe stata ottenuta dalla somma dei tempi dei due spezzoni di gara.
Alla ripartenza John Watson restò fermo sulla griglia, provocando così un incidente tra le vetture che sopraggiungevano: Patrese e Ertl furono costretti al ritiro immediato. Peterson mantenne il comando, seguito da Patrick Depailler e Niki Lauda. La pista era molto bagnata, cosa che favoriva le vettura gommate Michelin, ovvero Ferrari e Renault. In pochi giri Reutemann si trovò secondo, Villeneuve terzo e Jabouille sesto, sempre tenendo conto della classifica effettiva.
La pista si stava però asciugando, tanto che molti piloti iniziarono a montare gomme slick. Quando fu il turno di Peterson Reutemann si trovò a condurre, anche se, in realtà, nella somma dei tempi, era staccato di ben due giri dallo svedese. Poco dopo anche Reutemann cambiò gli pneumatici, tanto che a condurre si trovo Gilles Villeneuve. Con le gomme fredde Reutemann uscì di tracciato e per rientrare fu aiutato dai commissari. Questo aiuto gli costò la squalifica. Dopo il cambio gomme di Villeneuve, dietro a Peterson, nella classifica reale, si trovava Niki Lauda, che però andò a sbattere e fu costretto al ritiro.
La classifica vedeva ora al comando Ronnie Peterson, seguito da Gilles Villeneuve e Patrick Depailler. Gli pneumatici del canadese però non erano performanti e ciò consenti il sorpasso a Depailler.
Peterson conquistò la sua decima, e ultima vittoria, in Formula 1, davanti a Depailler, Villeneuve (al suo primo podio), Emerson Fittipaldi, Jacques Laffite e Vittorio Brambilla. Con questo risultato la Lotus si aggiudicò per la settima volta la coppa Costruttori.

### Gran Premio d'Olanda
Mario Andretti e Ronnie Peterson scattarono bene e iniziarono subito a dominare la gara. Poco dopo la curva Tarzan Didier Pironi e Riccardo Patrese, partiti rispettivamente diciassettesimo e tredicesimo, si toccarono, innescando un incidente molto spettacolare. L'Arrows del padovano restò in mezzo alla pista per diverso tempo; nella confusione creatasi, Niki Lauda superò Jacques Laffite al secondo giro, ponendosi al terzo posto. Furono necessari quattro giri per liberare la pista dalla vettura incidentata di Patrese.
Laffite continuava a perdere posizioni scendendo fino al nono posto in pochi giri. Davanti vi era sempre la coppia della Lotus seguiti da Lauda che precedeva Carlos Reutemann, John Watson ed Emerson Fittipaldi.
Reutemann ebbe i soliti problemi con le coperture e venne passato, tra il trentottesimo e il quarantesimo passaggio, sia da Watson che da Fittipaldi. Al giro 54 l'argentino venne sorpassato anche dal suo compagno di scuderia, Gilles Villeneuve. Nelle ultime tornate Peterson affiancò spesso Mario Andretti alla staccata della prima curva, ma senza passarlo. Andretti aveva subito la rottura di uno scarico.
Andretti vinse per l'ultima vittoria della sua carriera nel mondiale di Formula 1, seguito dal compagno di scuderia, terzo Lauda poi Watson, Fittipaldi e Villeneuve. Settantunesima vittoria per la Lotus, che così eguagliava il record della Scuderia Ferrari.
Grazie a questo risultato la Lotus, già vincitrice in Austria della coppa Costruttori, si aggiudica matematicamente il mondiale piloti: il distacco del terzo in classifica - Lauda - è troppo elevato per la vittoria finale e le ultime tre gare dovranno chiarire solo chi tra Andretti e Peterson sarà il campione 1978.

### Gran Premio d'Italia
Il via della gara venne dato con le vetture in fondo allo schieramento non ancora del tutto ferme sugli stalli di partenza. Alla variante Goodyear, arrivò per primo Gilles Villeneuve seguito da Niki Lauda e Mario Andretti. Dietro s'innescò un incidente che coinvolse dieci piloti: Ronnie Peterson, James Hunt, Derek Daly, Didier Pironi, Hans-Joachim Stuck, Vittorio Brambilla, Clay Regazzoni, Patrick Depailler, Brett Lunger e Carlos Reutemann. Ronnie Peterson partito male, rimase intruppato fra diverse vetture, con gli ultimi dello schieramento partiti praticamente lanciati. All'altezza della chicane James Hunt e Peterson, affiancati in quel momento, vennero a contatto: la Lotus dello svedese sbandò e andò a urtare il guardrail posto all'imbocco del vecchio anello ad alta velocità. La vettura, con l'avantreno disintegrato, prese fuoco, fermandosi in mezzo alla pista.
Peterson aveva delle fratture agli arti inferiori ma è ancora cosciente, e venne estratto a fatica da ciò che restava della sua vettura mentre Vittorio Brambilla, colpito al capo da uno pneumatico perso da qualche vettura, venne trasportato all'ospedale privo di coscienza in condizioni critiche, mentre un altro pilota, Hans-Joachim Stuck, rimase anch'egli colpito da una ruota impazzita, ma senza gravi conseguenze.
La ripartenza venne fissata per le 17:15, poi posticipata alle 17:30. Nel nuovo giro di formazione Jody Scheckter fece sbattere la sua Wolf contro le barriere alla seconda di Lesmo. Il pilota rimase incolume.
Si ripartì alle 18:15, con la gara ridotta a soli 40 giri a causa del possibile arrivo dell'oscurità. Alla nuova partenza Gilles Villeneuve e Mario Andretti anticiparono lo starter (che indugiò nel dare il semaforo verde) e guidavano il gruppo seguiti ora da Jean-Pierre Jabouille, Niki Lauda, Carlos Reutemann e Alan Jones. La direzione di gara decise di penalizzare Villeneuve e Andretti di un minuto, per la partenza anticipata. Ora perciò era Lauda a condurre (anche se di fatto era terzo dietro ai due penalizzati) davanti a Reutemann, Watson e Alan Jones. Quando mancavano 5 giri al termine Andretti passò Villeneuve, tagliando il traguardo davanti al canadese; in classifica i due, penalizzati, erano effettivamente solo sesto e settimo. Vinse così Niki Lauda davanti a Watson, Reutemann, Laffite, Patrick Tambay e, appunto, Andretti e Villeneuve. Mario Andretti ottenne la certezza matematica del titolo iridato visto che Peterson, gravemente infortunato, era il solo pilota che poteva ancora impensierirlo per il campionato. Lo svedese, che subì un intervento di oltre sei ore al fine di ridurre le molte fratture, entrò, alle 06:15 del giorno successivo, in coma respiratorio e morì alle 09:50. Il decesso venne attribuito a una tromboembolia gassosa.

### Gran Premio degli Stati Uniti-Est

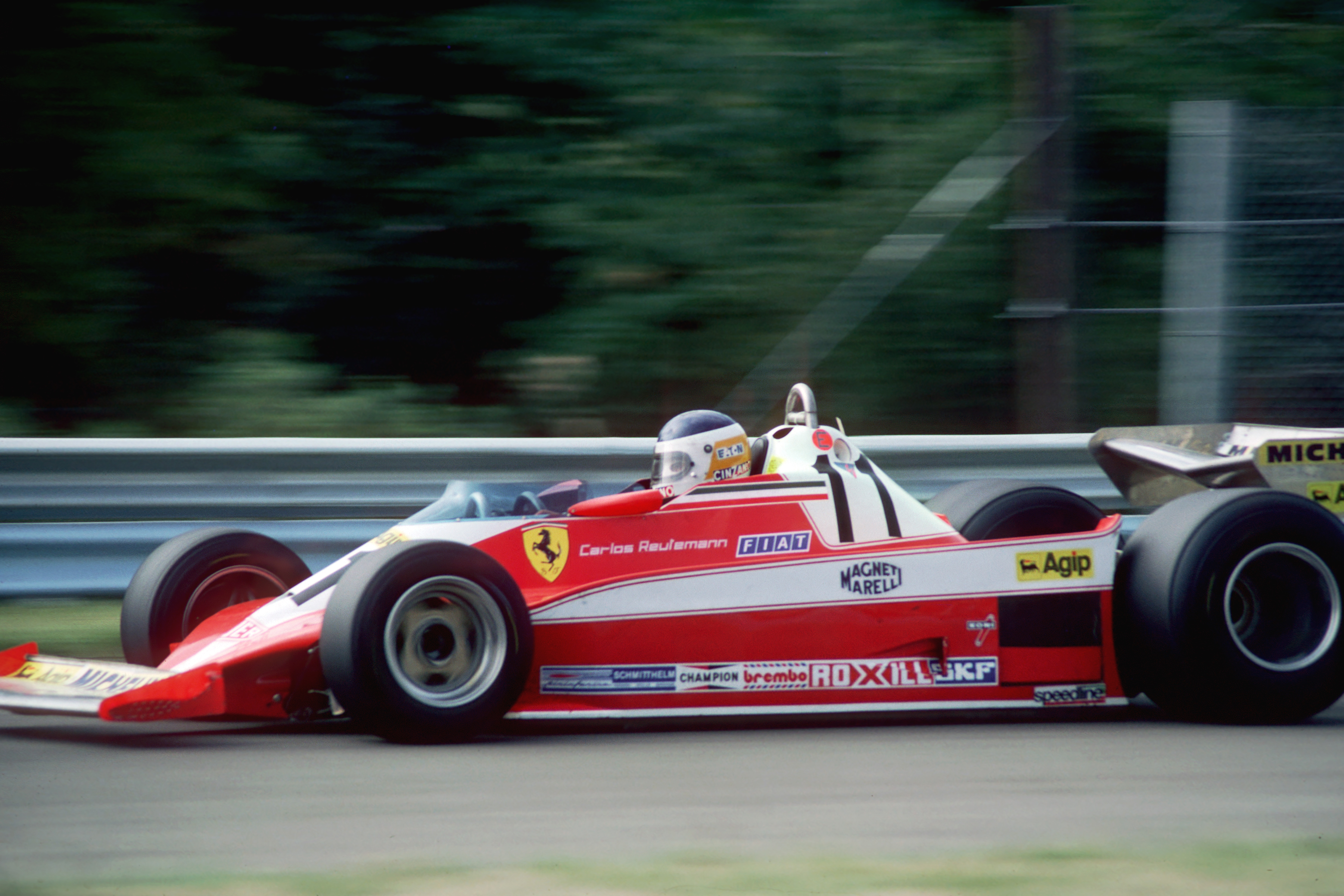
Carlos Reutemann conquistò al Glen la sua ultima vittoria con la Ferrari.

Al via Andretti scattò al comando e, dopo un giro, aveva quattro lunghezze di vantaggio sulla coppia della Scuderia Ferrari, Carlos Reutemann-Gilles Villeneuve. I due erano seguiti da Alan Jones, Niki Lauda, Jean-Pierre Jarier, James Hunt, John Watson e Jody Scheckter. Il battistrada scontava però un problema all'impianto frenante, e già al terzo giro venne passato Reutemann; un giro dopo fu il turno di Villeneuve.
L'altro pilota della Lotus, Jarier, aveva invece dei problemi con gli pneumatici, tanto che era scivolato in undicesima posizione, e rientrò ai box al giro 11. La classifica vedeva in testa Reutemann, seguito da Villeneuve, Andretti, Jones, Lauda, Hunt e Jean-Pierre Jabouille, autore di una bella serie di sorpassi. Jones passò Andretti al giro 21.
A metà gara la Ferrari stava conducendo con tranquillità il gran premio quando, al giro 21, il motore di Gilles Villeneuve improvvisamente ruppe un pistone e, così, Jones, si ritrovò dietro a Reutemann, staccato di 35 secondi. Mario Andretti continuò a perdere posizioni, venendo passato anche da Niki Lauda. Al giro 28 l'italoamericano fu costretto al ritiro per un guasto al motore. Ritiro anche per Lauda, un giro dopo, anche lui per lo stesso motivo. Ora la classifica vedeva Reutemann primo, seguito da Alan Jones, Jean-Pierre Jabouille, Jody Scheckter, Patrick Tambay ed Emerson Fittipaldi.
Dalle retrovie stava rinvenendo Jean-Pierre Jarier: il francese passò al giro 34 Fittipaldi, entrando in zona punti, poi al giro 37 anche Tambay. Al giro 53 il pilota della Lotus passò anche Scheckter e Jabouille, che scontava dei problemi all'impianto frenante, installandosi al terzo posto. Ne approfittò Scheckter che prese una posizione a Jean-Pierre Jabouille. Jarier fu però costretto al ritiro al giro 55, per la mancanza di carburante.
Carlos Reutemann vinse per l'ultima volta da pilota della Scuderia Ferrari, con venti secondi di vantaggio su Jones. L'australiano ottenne così il primo podio per la Williams da quando era rientrata come costruttore. A punti giunse anche Jean-Pierre Jabouille, i primi per lui e per la Renault: un motore sovralimentato andava a punti per la prima volta dal Gran Premio di Spagna 1951.

### Gran Premio del Canada
Al via il poleman Jean-Pierre Jarier partì bene, precedendo Jody Scheckter e Alan Jones. Jones passò Scheckter al termine del primo giro. Dietro vi era il pilota di casa Villeneuve, poi John Watson, Mario Andretti e Patrick Depailler.
Al sesto giro Andretti tentò di passare Watson ma i due si toccarono: Watson fu costretto al ritiro per la rottura di una sospensione, mentre Andretti si girò e perse innumerevoli posizioni.
Alan Jones subì una foratura lenta che consentì il sorpasso a Scheckter e Villeneuve; Depailler si fermò poco dopo a sostituire le gomme. Al venticinquesimo giro Villeneuve superò Scheckter. Ora la classifica vedeva in testa Jarier, seguito da Gilles Villeneuve, Jody Scheckter, Alan Jones, Carlos Reutemann, Riccardo Patrese e Derek Daly. L'australiano della Williams fu poi costretto ai box, finendo nelle parti più arretrate della graduatoria.
La gara del transalpino della Lotus terminò a 20 giri dal termine, quando fu costretto al ritiro per una mancanza d'olio che mise fuori uso l'impianto frenante. Gilles Villeneuve conquistò così la vetta della gara, che non abbandonò più, pur con delle difficoltà nella tenuta di strada negli ultimi passaggi. Fu così la sua prima vittoria, la prima per un pilota canadese in Formula 1. Il pilota della Scuderia Ferrari precedette Jody Scheckter, Carlos Reutemann, Riccardo Patrese, Patrick Depailler e Derek Daly, per la prima volta a punti. Furono i primi punti iridati per un pilota irlandese.

## Risultati

### Risultati dei gran premi
| Gara | Gran Premio                  | Data         | Circuito       | Pole position      | Giro più veloce    | Pilota vincitore  | Costruttore        | Resoconto |
| ---- | ---------------------------- | ------------ | -------------- | ------------------ | ------------------ | ----------------- | ------------------ | --------- |
| 1    | Gran Premio d'Argentina      | 15 gennaio   | Buenos Aires   | Mario Andretti     | Gilles Villeneuve  | Mario Andretti    | Lotus-Ford         | Resoconto |
| 2    | Gran Premio del Brasile      | 29 gennaio   | Jacarepaguà    | Ronnie Peterson    | Carlos Reutemann   | Carlos Reutemann  | Ferrari            | Resoconto |
| 3    | Gran Premio del Sudafrica    | 4 marzo      | Kyalami        | Niki Lauda         | Mario Andretti     | Ronnie Peterson   | Lotus-Ford         | Resoconto |
| 4    | Gran Premio degli USA-Ovest  | 2 aprile     | Long Beach     | Carlos Reutemann   | Alan Jones         | Carlos Reutemann  | Ferrari            | Resoconto |
| 5    | Gran Premio di Monaco        | 7 maggio     | Montecarlo     | Carlos Reutemann   | Niki Lauda         | Patrick Depailler | Tyrrell-Ford       | Resoconto |
| 6    | Gran Premio del Belgio       | 21 maggio    | Zolder         | Mario Andretti     | Ronnie Peterson    | Mario Andretti    | Lotus-Ford         | Resoconto |
| 7    | Gran Premio di Spagna        | 4 giugno     | Jarama         | Mario Andretti     | Mario Andretti     | Mario Andretti    | Lotus-Ford         | Resoconto |
| 8    | Gran Premio di Svezia        | 17 giugno    | Anderstorp     | Mario Andretti     | Niki Lauda         | Niki Lauda        | Brabham-Alfa Romeo | Resoconto |
| 9    | Gran Premio di Francia       | 2 luglio     | Le Castellet   | John Watson        | Carlos Reutemann   | Mario Andretti    | Lotus-Ford         | Resoconto |
| 10   | Gran Premio di Gran Bretagna | 16 luglio    | Brands Hatch   | Ronnie Peterson    | Niki Lauda         | Carlos Reutemann  | Ferrari            | Resoconto |
| 11   | Gran Premio di Germania      | 30 luglio    | Hockenheim     | Mario Andretti     | Ronnie Peterson    | Mario Andretti    | Lotus-Ford         | Resoconto |
| 12   | Gran Premio d'Austria        | 13 agosto    | Österreichring | Ronnie Peterson    | Ronnie Peterson    | Ronnie Peterson   | Lotus-Ford         | Resoconto |
| 13   | Gran Premio d'Olanda         | 27 agosto    | Zandvoort      | Mario Andretti     | Niki Lauda         | Mario Andretti    | Lotus-Ford         | Resoconto |
| 14   | Gran Premio d'Italia         | 10 settembre | Monza          | Mario Andretti     | Mario Andretti     | Niki Lauda        | Brabham-Alfa Romeo | Resoconto |
| 15   | Gran Premio degli USA-Est    | 1º ottobre   | Watkins Glen   | Mario Andretti     | Jean-Pierre Jarier | Carlos Reutemann  | Ferrari            | Resoconto |
| 16   | Gran Premio del Canada       | 8 ottobre    | Montreal       | Jean-Pierre Jarier | Alan Jones         | Gilles Villeneuve | Ferrari            | Resoconto |

### Risultati delle qualifiche
| Nº | Pilota                | ARG | BRA | RSA | USW | MON | BEL | ESP | SWE | FRA | GBR | GER | AUT | NED | ITA | USA | CAN |
| -- | --------------------- | --- | --- | --- | --- | --- | --- | --- | --- | --- | --- | --- | --- | --- | --- | --- | --- |
| 1  | Niki Lauda            | 5   | 10  | 1   | 3   | 3   | 3   | 6   | 3   | 3   | 4   | 3   | 12  | 3   | 4   | 5   | 7   |
| 2  | John Watson           | 4   | 21  | 10  | 5   | 2   | 9   | 7   | 2   | 1   | 9   | 5   | 10  | 8   | 7   | 7   | 4   |
| 3  | Didier Pironi         | 23  | 19  | 14  | 22  | 13  | 23  | 13  | 17  | 16  | 19  | 16  | 9   | 17  | 14  | 16  | 18  |
| 4  | Patrick Depailler     | 10  | 11  | 11  | 12  | 5   | 13  | 12  | 12  | 13  | 10  | 13  | 13  | 12  | 16  | 12  | 13  |
| 5  | Mario Andretti        | 1   | 3   | 2   | 4   | 4   | 1   | 1   | 1   | 2   | 2   | 1   | 2   | 1   | 1   | 1   | 9   |
| 6  | Ronnie Peterson       | 3   | 1   | 12  | 6   | 7   | 7   | 2   | 4   | 5   | 1   | 2   | 1   | 2   | 5   |     |     |
| 7  | James Hunt            | 6   | 2   | 3   | 7   | 6   | 6   | 4   | 14  | 4   | 14  | 8   | 8   | 7   | 10  | 6   | 19  |
| 8  | Patrick Tambay        | 9   | 5   | 4   | 11  | 11  |     | 14  | 15  | 6   | 20  | 11  | 14  | 14  | 19  | 18  | 17  |
| 9  | Jochen Mass           | 13  | 20  | 15  | 16  | NQ  | 16  | 17  | 19  | 25  | 26  | 22  | NQ  | NQ  |     |     |     |
| 9  | Michael Bleekemolen   |     |     |     |     |     |     |     |     |     |     |     |     |     | NQ  | 25  | NQ  |
| 10 | Jean-Pierre Jarier    | 11  | 16  | 17  | 19  | NQ  |     |     |     |     |     | NQ  |     |     |     |     |     |
| 10 | Alberto Colombo       |     |     |     |     |     | NQ  | NQ  |     |     |     |     |     |     |     |     |     |
| 10 | Keke Rosberg          |     |     |     |     |     |     |     | 23  | 26  | 22  |     |     |     |     | 15  | 21  |
| 10 | Hans Binder           |     |     |     |     |     |     |     |     |     |     |     | NQ  |     |     |     |     |
| 10 | Michael Bleekemolen   |     |     |     |     |     |     |     |     |     |     |     |     | NQ  |     |     |     |
| 10 | Harald Ertl           |     |     |     |     |     |     |     |     |     |     |     |     |     | NQ  |     |     |
| 11 | Carlos Reutemann      | 2   | 4   | 9   | 1   | 1   | 2   | 3   | 8   | 8   | 8   | 12  | 4   | 4   | 11  | 2   | 11  |
| 12 | Gilles Villeneuve     | 7   | 6   | 8   | 2   | 8   | 4   | 5   | 7   | 9   | 13  | 15  | 11  | 5   | 2   | 4   | 3   |
| 14 | Emerson Fittipaldi    | 17  | 7   | 16  | 15  | 20  | 15  | 15  | 13  | 15  | 11  | 10  | 6   | 10  | 13  | 13  | 6   |
| 15 | Jean-Pierre Jabouille |     |     | 6   | 13  | 12  | 10  | 11  | 10  | 11  | 12  | 9   | 3   | 9   | 3   | 9   | 22  |
| 16 | Hans-Joachim Stuck    | 18  | 9   | NQ  | NQ  | 17  | 20  | 24  | 20  | 20  | 18  | 24  | 23  | 18  | 17  | 14  | 8   |
| 17 | Clay Regazzoni        | 16  | 15  | NQ  | 20  | NQ  | 18  | 22  | 16  | 17  | 17  | NQ  | 22  | NQ  | 15  | 17  | NQ  |
| 18 | Rupert Keegan         | 19  | 24  | 23  | 22  | 18  | NQ  | 23  | NQ  | 23  | NQ  | NQ  | NQ  | 25  |     |     |     |
| 18 | Gimax                 |     |     |     |     |     |     |     |     |     |     |     |     |     | NQ  |     |     |
| 18 | René Arnoux           |     |     |     |     |     |     |     |     |     |     |     |     |     |     | 21  | 16  |
| 19 | Vittorio Brambilla    | 12  | NQ  | 19  | 17  | NQ  | 12  | 16  | 18  | 19  | 25  | 20  | 21  | 22  | 23  |     |     |
| 19 | Beppe Gabbiani        |     |     |     |     |     |     |     |     |     |     |     |     |     |     | NQ  | NQ  |
| 20 | Jody Scheckter        | 15  | 12  | 5   | 10  | 9   | 5   | 9   | 6   | 7   | 3   | 4   | 7   | 15  | 9   | 11  | 2   |
| 21 | Bobby Rahal           |     |     |     |     |     |     |     |     |     |     |     |     |     |     | 20  | 20  |
| 22 | Danny Ongais          | 21  | 23  |     |     |     |     |     |     |     |     |     |     |     |     |     |     |
| 22 | Lamberto Leoni        |     |     | NQ  | NQ  |     |     |     |     |     |     |     |     |     |     |     |     |
| 22 | Jacky Ickx            |     |     |     |     | 16  | 22  | 21  | NQ  |     |     |     |     |     |     |     |     |
| 22 | Derek Daly            |     |     |     |     |     |     |     |     | NQ  | 15  |     | 19  | 16  | 18  | 19  | 15  |
| 22 | Nelson Piquet         |     |     |     |     |     |     |     |     |     |     | 21  |     |     |     |     |     |
| 23 | Lamberto Leoni        | 22  | 17  |     |     |     |     |     |     |     |     |     |     |     |     |     |     |
| 23 | Geoff Lees            |     |     |     |     |     |     |     |     |     | NQ  |     |     |     |     |     |     |
| 23 | Harald Ertl           |     |     |     |     |     |     |     |     |     |     | 23  | 24  | NPQ | NPQ |     |     |
| 23 | Brett Lunger          |     |     |     |     |     |     |     |     |     |     |     |     |     |     | 24  |     |
| 24 | Divina Galica         | NQ  | NQ  |     |     |     |     |     |     |     |     |     |     |     |     |     |     |
| 24 | Eddie Cheever         |     |     | 25  |     |     |     |     |     |     |     |     |     |     |     |     |     |
| 24 | Derek Daly            |     |     |     | NPQ | NPQ | NQ  |     |     |     |     |     |     |     |     |     |     |
| 25 | Héctor Rebaque        | NQ  | 22  | 21  | NPQ | NPQ | NPQ | 20  | 21  | NQ  | 21  | 18  | 18  | 20  | NQ  | 23  | NQ  |
| 26 | Jacques Laffite       | 8   | 14  | 13  | 14  | 15  | 14  | 10  | 11  | 10  | 7   | 7   | 5   | 6   | 8   | 10  | 10  |
| 27 | Alan Jones            | 14  | 8   | 18  | 8   | 10  | 11  | 18  | 9   | 14  | 6   | 6   | 15  | 11  | 6   | 3   | 5   |
| 28 | Emilio de Villota     |     |     |     |     |     |     | NQ  |     |     |     |     |     |     |     |     |     |
| 29 | Nelson Piquet         |     |     |     |     |     |     |     |     |     |     |     | 20  | 26  | 24  |     |     |
| 30 | Brett Lunger          | 24  | 13  | 19  | NQ  | NPQ | 24  | NQ  | NQ  | 24  | 24  | NPQ | 17  | 21  | 21  |     |     |
| 31 | René Arnoux           |     |     | NQ  |     | NPQ | 19  |     |     | 18  |     | NPQ | 26  | 23  |     |     |     |
| 32 | Eddie Cheever         | NQ  | NQ  |     |     |     |     |     |     |     |     |     |     |     |     |     |     |
| 32 | Keke Rosberg          |     |     | 24  | NQ  | NPQ | NQ  | NPQ |     |     |     | 19  | 25  | 24  | NPQ |     |     |
| 33 | Bruno Giacomelli      |     |     |     |     |     | 21  |     |     | 22  | 16  |     |     | 19  | 20  |     |     |
| 35 | Riccardo Patrese      |     |     | 7   | 9   | 14  | 8   | 8   | 5   | 12  | 5   | 14  | 16  | 13  | 12  |     | 12  |
| 36 | Riccardo Patrese      |     | 18  |     |     |     |     |     |     |     |     |     |     |     |     |     |     |
| 36 | Rolf Stommelen        |     |     | 22  | 18  | 19  | 17  | 19  | 24  | 21  | NQ  | 17  | NPQ | NPQ | NPQ | 22  | NQ  |
| 37 | Arturo Merzario       | 20  | NQ  | 26  | 21  | NPQ | NPQ | NQ  | 22  | NQ  | 23  | NQ  | NQ  | 27  | 22  | 26  | NQ  |
| 38 | Alberto Colombo       |     |     |     |     |     |     |     |     |     |     |     |     |     | NPQ |     |     |
| 39 | Danny Ongais          |     |     |     | NPQ |     |     |     |     |     |     |     |     | NPQ |     |     |     |
| 40 | Tony Trimmer          |     |     |     |     |     |     |     |     |     | NQ  |     |     |     |     |     |     |
| 55 | Jean-Pierre Jarier    |     |     |     |     |     |     |     |     |     |     |     |     |     |     | 8   | 1   |
| 66 | Nelson Piquet         |     |     |     |     |     |     |     |     |     |     |     |     |     |     |     | 14  |
| Nº | Pilota                | ARG | BRA | RSA | USW | MON | BEL | ESP | SWE | FRA | GBR | GER | AUT | NED | ITA | USA | CAN |

## Classifiche

### Sistema di punteggio
I punti erano attribuiti con il seguente metodo: 9 al primo classificato, 6 al secondo, 4 al terzo, 3 al quarto, 2 al quinto e 1 al sesto. Il campionato era diviso in due blocchi di otto gare ciascuno, per ognuno dei quali era obbligatorio scartare il risultato peggiore; in questa stagione nessun pilota fu costretto a scartare un piazzamento a punti. Per la Coppa Costruttori solo la prima vettura di ogni costruttore marca punti. Il sistema degli scarti era lo stesso utilizzato per la classifica dei piloti. Nessuna scuderia fu costretta a scartare punti nella stagione.

### Classifica piloti
(Legenda) (risultati in grassetto indicano la pole position, risultati in corsivo indicano il giro veloce)
| Pos. | Pilota                |     |     |     |     |     |     |     |     |     |     |     |     |     |     |     |     | Punti |
| ---- | --------------------- | --- | --- | --- | --- | --- | --- | --- | --- | --- | --- | --- | --- | --- | --- | --- | --- | ----- |
| 1    | Mario Andretti        | 1   | 4   | 7   | 2   | 11  | 1   | 1   | Rit | 1   | Rit | 1   | Rit | 1   | 6   | Rit | 10  | 64    |
| 2    | Ronnie Peterson       | 5   | Rit | 1   | 4   | Rit | 2   | 2   | 3   | 2   | Rit | Rit | 1   | 2   | Rit |     |     | 51    |
| 3    | Carlos Reutemann      | 7   | 1   | Rit | 1   | 8   | 3   | Rit | 10  | 18  | 1   | Rit | SQ  | 7   | 3   | 1   | 3   | 48    |
| 4    | Niki Lauda            | 2   | 3   | Rit | Rit | 2   | Rit | Rit | 1   | Rit | 2   | Rit | Rit | 3   | 1   | Rit | Rit | 44    |
| 5    | Patrick Depailler     | 3   | Rit | 2   | 3   | 1   | Rit | Rit | Rit | Rit | 4   | Rit | 2   | Rit | 11  | Rit | 5   | 34    |
| 6    | John Watson           | Rit | 8   | 3   | Rit | 4   | Rit | 5   | Rit | 4   | 3   | 7   | 7   | 4   | 2   | Rit | Rit | 25    |
| 7    | Jody Scheckter        | 10  | Rit | Rit | Rit | 3   | Rit | 4   | Rit | 6   | Rit | 2   | Rit | 12  | 12  | 3   | 2   | 24    |
| 8    | Jacques Laffite       | 16* | 9   | 5   | 5   | Rit | 5   | 3   | 7   | 7   | 10  | 3   | 5   | 8   | 4   | 11  | Rit | 19    |
| 9    | Gilles Villeneuve     | 8   | Rit | Rit | Rit | Rit | 4   | 10  | 9   | 12  | Rit | 8   | 3   | 6   | 7   | Rit | 1   | 17    |
| 10   | Emerson Fittipaldi    | 9   | 2   | Rit | 8   | 9   | Rit | Rit | 6   | Rit | Rit | 4   | 4   | 5   | 8   | 5   | Rit | 17    |
| 11   | Alan Jones            | Rit | 11  | 4   | 7   | Rit | 10  | 8   | Rit | 5   | Rit | Rit | Rit | Rit | 13  | 2   | 9   | 11    |
| 12   | Riccardo Patrese      |     | 10  | Rit | 6   | 6   | Rit | Rit | 2   | 8   | Rit | 9   | Rit | Rit | Rit | ES  | 4   | 11    |
| 13   | James Hunt            | 4   | Rit | Rit | Rit | Rit | Rit | 6   | 8   | 3   | Rit | SQ  | Rit | 10  | Rit | 7   | Rit | 8     |
| 14   | Patrick Tambay        | 6   | Rit | Rit | 12* | 7   | INF | Rit | 4   | 9   | 6   | Rit | Rit | 9   | 5   | 6   | 8   | 8     |
| 15   | Didier Pironi         | 14  | 6   | 6   | Rit | 5   | 6   | 12  | Rit | 10  | Rit | 5   | Rit | Rit | Rit | 10  | 7   | 7     |
| 16   | Clay Regazzoni        | 15  | 5   | NQ  | 10  | NQ  | Rit | 15* | 5   | Rit | Rit | NQ  | NC  | NQ  | NC  | 14  | NQ  | 4     |
| 17   | Jean-Pierre Jabouille |     |     | Rit | Rit | 10  | NC  | 13  | Rit | Rit | Rit | Rit | Rit | Rit | Rit | 4   | 12  | 3     |
| 18   | Hans-Joachim Stuck    | 17  | Rit | NQ  | NP  | Rit | Rit | Rit | 11  | 11  | 5   | Rit | Rit | Rit | Rit | Rit | Rit | 2     |
| 19   | Vittorio Brambilla    | 18  | NQ  | 12  | Rit | NQ  | 13* | 7   | Rit | 17  | 9   | Rit | 6   | SQ  | Rit |     |     | 1     |
| 20   | Derek Daly            |     |     |     | NPQ | NPQ | NQ  |     |     | NQ  | Rit |     | SQ  | Rit | 10  | 8   | 6   | 1     |
| 21   | Héctor Rebaque        | NQ  | Rit | 10  | NPQ | NPQ | NPQ | Rit | 12  | NQ  | Rit | 6   | Rit | 11  | NQ  | Rit | NQ  | 1     |
| -    | Brett Lunger          | 13  | Rit | 11  | NQ  | NPQ | 7   | NQ  | NQ  | Rit | 8   | NPQ | 8   | Rit | Rit | 13  |     | 0     |
| -    | Bruno Giacomelli      |     |     |     |     |     | 8   |     |     | Rit | 7   |     |     | Rit | 14  |     |     | 0     |
| -    | Jochen Mass           | 11  | 7   | Rit | Rit | NQ  | 11  | 9   | 13  | 13  | NC  | Rit | NQ  | NQ  |     |     |     | 0     |
| -    | Jean-Pierre Jarier    | 12  | NP  | 8   | 11  | NQ  |     |     |     |     |     | NQ  |     |     |     | 15* | Rit | 0     |
| -    | René Arnoux           |     |     | NQ  |     | NPQ | 9   | NA  |     | 14  | NA  | NPQ | 9   | Rit |     | 9   | Rit | 0     |
| -    | Rolf Stommelen        |     |     | 9   | 9   | Rit | Rit | 14  | 14  | 15  | NQ  | SQ  | NPQ | NPQ | NPQ | 16  | NQ  | 0     |
| -    | Nelson Piquet         |     |     |     |     |     |     |     |     |     |     | Rit | Rit | Rit | 9   | NA  | 11  | 0     |
| -    | Keke Rosberg          |     |     | Rit | NPQ | NPQ | NQ  | NPQ | 15  | 16  | Rit | 10  | NC  | Rit | NPQ | Rit | NC  | 0     |
| -    | Rupert Keegan         | Rit | Rit | Rit | NP  | Rit | NQ  | 11  | NQ  | Rit | NQ  | NQ  | NQ  | NP  |     |     |     | 0     |
| -    | Harald Ertl           |     |     |     |     |     |     |     |     |     |     | 11* | Rit | NPQ | NQ  |     |     | 0     |
| -    | Jacky Ickx            |     |     |     |     | Rit | 12  | Rit | NQ  |     |     |     |     |     |     |     |     | 0     |
| -    | Bobby Rahal           |     |     |     |     |     |     |     |     |     |     |     |     |     |     | 12  | Rit | 0     |
| -    | Arturo Merzario       | Rit | NQ  | Rit | Rit | NPQ | NPQ | NQ  | NC  | NQ  | Rit | NQ  | NQ  | Rit | Rit | Rit | NQ  | 0     |
| -    | Lamberto Leoni        | Rit | Rit | NQ  | NQ  |     |     |     |     |     |     |     |     |     |     |     |     | 0     |
| -    | Danny Ongais          | Rit | Rit |     | NPQ |     |     |     |     |     |     |     |     | NPQ |     |     |     | 0     |
| -    | Michael Bleekemolen   |     |     |     |     |     |     |     |     |     |     |     |     | NQ  | NQ  | Rit | NQ  | 0     |
| -    | Eddie Cheever         | NQ  | NQ  | Rit |     |     |     |     |     |     |     |     |     |     |     |     |     | 0     |
| -    | Alberto Colombo       |     |     |     |     |     | NQ  | NQ  |     |     |     |     |     |     | NPQ |     |     | 0     |
| -    | Divina Galica         | NQ  | NQ  |     |     |     |     |     |     |     |     |     |     |     |     |     |     | 0     |
| -    | Beppe Gabbiani        |     |     |     |     |     |     |     |     |     |     |     |     |     |     | NQ  | NQ  | 0     |
| -    | Emilio de Villota     |     |     |     |     |     |     | NQ  |     |     |     |     |     |     |     |     |     | 0     |
| -    | Geoff Lees            |     |     |     |     |     |     |     |     |     | NQ  |     |     |     |     |     |     | 0     |
| -    | Tony Trimmer          |     |     |     |     |     |     |     |     |     | NQ  |     |     |     |     |     |     | 0     |
| -    | Hans Binder           |     |     |     |     |     |     |     |     |     |     |     | NQ  |     |     |     |     | 0     |
| -    | Gimax                 |     |     |     |     |     |     |     |     |     |     |     |     |     | NQ  |     |     | 0     |
| -    | Bernard de Dryver     |     |     |     |     |     | NPR |     |     |     |     |     |     |     |     |     |     | 0     |
| -    | Patrick Nève          |     |     |     |     |     | NPR |     |     |     |     |     |     |     |     |     |     | 0     |
| Pos. | Pilota                |     |     |     |     |     |     |     |     |     |     |     |     |     |     |     |     | Punti |

| Legenda | 1º posto     | 2º posto | 3º posto    | A punti         | Senza punti/Non class.  | Grassetto – Pole position Corsivo – Giro più veloce |
| Legenda | Squalificato | Ritirato | Non partito | Non qualificato | Solo prove/Terzo pilota | Grassetto – Pole position Corsivo – Giro più veloce |

* Indica quei piloti che non hanno terminato la gara ma sono ugualmente classificati avendo coperto, come previsto dal regolamento, almeno il 90% della distanza totale.

### Classifica costruttori
La classifica indica il miglior piazzamento ottenuto da una delle vetture dello stesso costruttore. Il grassetto indica che una vettura di quel costruttore ha ottenuto la pole, il corsivo indica il giro veloce, anche se non ottenuti dalla vettura che ha marcato la posizione migliore.
(Legenda) (risultati in grassetto indicano la pole position, risultati in corsivo indicano il giro veloce)
| Pos. | Costruttore        | ARG | BRA | RSA | USW | MON | BEL | ESP | SWE | FRA | GBR | GER | AUT | NED | ITA | USA | CAN | Punti |
| ---- | ------------------ | --- | --- | --- | --- | --- | --- | --- | --- | --- | --- | --- | --- | --- | --- | --- | --- | ----- |
| 1    | Lotus-Ford         | 1   | 4   | 1   | 2   | 11  | 1   | 1   | 3   | 1   | Rit | 1   | 1   | 1   | 6   | 15* | 10  | 86    |
| 2    | Ferrari            | 7   | 1   | Rit | 1   | 8   | 3   | 10  | 9   | 12  | 1   | 8   | 3   | 6   | 3   | 1   | 1   | 58    |
| 3    | Brabham-Alfa Romeo | 2   | 3   | 3   | Rit | 2   | Rit | 5   | 1   | 4   | 2   | 7   | 7   | 3   | 1   | Rit | Rit | 53    |
| 4    | Tyrrell-Ford       | 3   | 6   | 2   | 3   | 1   | 6   | 12  | Rit | 10  | 4   | 5   | 2   | Rit | 11  | 10  | 5   | 38    |
| 5    | Wolf-Ford          | 10  | Rit | Rit | Rit | 3   | Rit | 4   | Rit | 6   | Rit | 2   | Rit | 12  | 12  | 3   | 2   | 24    |
| 6    | Ligier-Matra       | 16* | 9   | 5   | 5   | Rit | 5   | 3   | 7   | 7   | 10  | 3   | 5   | 8   | 4   | 11  | Rit | 19    |
| 7    | Fittipaldi-Ford    | 9   | 2   | Rit | 8   | 9   | Rit | Rit | 6   | Rit | Rit | 4   | 4   | 5   | 8   | 5   | Rit | 17    |
| 8    | McLaren-Ford       | 4   | Rit | Rit | 12* | 7   | 8   | 6   | 4   | 3   | 6   | Rit | Rit | 9   | 5   | 6   | 8   | 15    |
| 9    | Williams-Ford      | Rit | 11  | 4   | 7   | Rit | 10  | 8   | Rit | 5   | Rit | Rit | Rit | Rit | 13  | 2   | 9   | 11    |
| 10   | Arrows-Ford        |     | 10  | 9   | 6   | 6   | Rit | 14  | 2   | 8   | Rit | 9   | Rit | Rit | Rit | 16  | 4   | 11    |
| 11   | Shadow-Ford        | 17  | 5   | NQ  | 10  | Rit | Rit | 15* | 5   | 11  | 5   | Rit | NC  | Rit | NC  | 14  | Rit | 6     |
| 12   | Renault            |     |     | Rit | Rit | 10  | NC  | 13  | Rit | Rit | Rit | Rit | Rit | Rit | Rit | 4   | 12  | 3     |
| 13   | Surtees-Ford       | 18  | Rit | 12  | Rit | Rit | 13* | 7   | Rit | 17  | 9   | Rit | 6   | NP  | Rit | 9   | Rit | 1     |
| 14   | Ensign-Ford        | Rit | Rit | NQ  | NQ  | Rit | 12  | Rit | NQ  | NQ  | Rit | 11* | Rit | Rit | 10  | 8   | 6   | 1     |
| -    | ATS-Ford           | 11  | 7   | 8   | 11  | NQ  | 11  | 9   | 13  | 13  | NC  | Rit | NQ  | NQ  | NQ  | Rit | NC  | 0     |
| -    | Martini-Ford       |     |     | NQ  |     | NPQ | 9   |     |     | 14  |     | NPQ | 9   | Rit |     |     |     | 0     |
| -    | Merzario-Ford      | Rit | NQ  | Rit | Rit | NPQ | NPQ | NQ  | NC  | NQ  | Rit | NQ  | NQ  | Rit | Rit | Rit | NQ  | -     |
| -    | Theodore-Ford      | NQ  | NQ  | Rit | NQ  | NPQ | NQ  | NPQ |     |     |     |     |     |     |     |     |     | -     |
| -    | Hesketh-Ford       | NQ  | NQ  | Rit | NPQ | NPQ | NQ  |     |     |     |     |     |     |     |     |     |     | -     |
| Pos. | Costruttore        | ARG | BRA | RSA | USW | MON | BEL | ESP | SWE | FRA | GBR | GER | AUT | NED | ITA | USA | CAN | Punti |

| Colore  | Risultati                                                         |
| ------- | ----------------------------------------------------------------- |
| Oro     | Vincitore                                                         |
| Argento | 2º posto                                                          |
| Bronzo  | 3º posto                                                          |
| Verde   | Finita, a punti                                                   |
| Blu     | Finita, senza punti Finita, non classificato (NC)                 |
| Viola   | Non finita (Rit)                                                  |
| Rosso   | Non qualificato (NQ) Non pre-qualificato (NPQ)                    |
| Nero    | Squalificato (SQ)                                                 |
| Bianco  | Non partito (NP)                                                  |
| Celeste | Disputa solo le prove (SP)                                        |
| Celeste | Iscritto alle prove libere - Terzo pilota (TP) - dal 2003 al 2006 |
| Vuoto   | Non prende parte alle prove (NPR)                                 |
| Vuoto   | Iscritto ma non presente, non arrivato (NA)                       |
| Vuoto   | Ritirato prima dell'evento (WD)                                   |
| Vuoto   | Infortunato (INF)                                                 |
| Vuoto   | Escluso (ES)                                                      |
| Vuoto   | Gara cancellata (C)                                               |

* Indica quelle vetture che non hanno terminato la gara ma sono ugualmente classificate avendo coperto, come previsto dal regolamento, almeno il 90% della distanza totale.

## Gare non valide per il Mondiale
Nella stagione venne disputata una sola gara non valida per il campionato mondiale.
| Gara | Gran Premio               | Data     | Circuito    | Pole Position   | GPV                | Vincitore    | Costruttore   | Resoconto |
| ---- | ------------------------- | -------- | ----------- | --------------- | ------------------ | ------------ | ------------- | --------- |
| 1    | BRDC International Trophy | 19 marzo | Silverstone | Ronnie Peterson | Emerson Fittipaldi | Keke Rosberg | Theodore-Ford | Resoconto |

Il 1978 vide l'esordio del Campionato britannico di Formula 1, col nome di Formula 1 Shellsport, erede della Formula Shellsport disputata nelle due stagioni precedenti. In questo campionato venivano schierate vetture di Formula 1 degli anni precedenti.